# Llista d'asteroides (187001-188000)
Llista d'asteroides del 187001 al 188000, amb data de descoberta i descobridor. És un fragment de la llista d'asteroides completa. Als asteroides se'ls dona un número quan es confirma la seva òrbita, per tant apareixen llistats aproximadament segons la data de descobriment.
Contingut: 187001... 187101... 187201... 187301... 187401... 187501... 187601... 187701... 187801... 187901... 

| Nom               | Designació provisional | Data de descobriment   | Lloc de descobriment | Descobridor/s                                          |
| 187001-187100     | 187001-187100          | 187001-187100          | 187001-187100        | 187001-187100                                          |
| ----------------- | ---------------------- | ---------------------- | -------------------- | ------------------------------------------------------ |
| 187001 -          | 2004 TB107             | 7 d'octubre de 2004    | Socorro              | LINEAR                                                 |
| 187002 -          | 2004 TO110             | 7 d'octubre de 2004    | Socorro              | LINEAR                                                 |
| 187003 -          | 2004 TY120             | 6 d'octubre de 2004    | Palomar              | NEAT                                                   |
| 187004 -          | 2004 TV121             | 7 d'octubre de 2004    | Anderson Mesa        | LONEOS                                                 |
| 187005 -          | 2004 TC127             | 7 d'octubre de 2004    | Socorro              | LINEAR                                                 |
| 187006 -          | 2004 TK127             | 7 d'octubre de 2004    | Socorro              | LINEAR                                                 |
| 187007 -          | 2004 TG128             | 7 d'octubre de 2004    | Socorro              | LINEAR                                                 |
| 187008 -          | 2004 TM129             | 7 d'octubre de 2004    | Socorro              | LINEAR                                                 |
| 187009 -          | 2004 TG137             | 8 d'octubre de 2004    | Anderson Mesa        | LONEOS                                                 |
| 187010 -          | 2004 TB170             | 7 d'octubre de 2004    | Socorro              | LINEAR                                                 |
| 187011 -          | 2004 TT224             | 8 d'octubre de 2004    | Kitt Peak            | Spacewatch                                             |
| 187012 -          | 2004 TW232             | 8 d'octubre de 2004    | Kitt Peak            | Spacewatch                                             |
| 187013 -          | 2004 TO282             | 7 d'octubre de 2004    | Socorro              | LINEAR                                                 |
| 187014 -          | 2004 TA297             | 10 d'octubre de 2004   | Kitt Peak            | Spacewatch                                             |
| 187015 -          | 2004 UM2               | 18 d'octubre de 2004   | Socorro              | LINEAR                                                 |
| 187016 -          | 2004 UT2               | 18 d'octubre de 2004   | Socorro              | LINEAR                                                 |
| 187017 -          | 2004 VO7               | 3 de novembre de 2004  | Kitt Peak            | Spacewatch                                             |
| 187018 -          | 2004 YC25              | 18 de desembre de 2004 | Mount Lemmon         | Mount Lemmon Survey                                    |
| 187019 -          | 2004 YU36              | 20 de desembre de 2004 | Mount Lemmon         | Mount Lemmon Survey                                    |
| 187020 -          | 2005 AZ63              | 13 de gener de 2005    | Kitt Peak            | Spacewatch                                             |
| 187021 -          | 2005 AU66              | 13 de gener de 2005    | Kitt Peak            | Spacewatch                                             |
| 187022 -          | 2005 BJ1               | 16 de gener de 2005    | Socorro              | LINEAR                                                 |
| 187023 -          | 2005 BQ2               | 16 de gener de 2005    | Socorro              | LINEAR                                                 |
| 187024 -          | 2005 BN13              | 17 de gener de 2005    | Kitt Peak            | Spacewatch                                             |
| 187025 -          | 2005 DB2               | 28 de febrer de 2005   | Socorro              | LINEAR                                                 |
| 187026 -          | 2005 EK70              | 8 de març de 2005      | Socorro              | LINEAR                                                 |
| 187027 -          | 2005 EZ119             | 8 de març de 2005      | Anderson Mesa        | LONEOS                                                 |
| 187028 -          | 2005 EY150             | 10 de març de 2005     | Kitt Peak            | Spacewatch                                             |
| 187029 -          | 2005 EH161             | 9 de març de 2005      | Mount Lemmon         | Mount Lemmon Survey                                    |
| 187030 -          | 2005 EZ265             | 13 de març de 2005     | Catalina             | CSS                                                    |
| 187031 -          | 2005 EY317             | 13 de març de 2005     | Catalina             | CSS                                                    |
| 187032 -          | 2005 GF32              | 4 d'abril de 2005      | Catalina             | CSS                                                    |
| 187033 -          | 2005 GH64              | 2 d'abril de 2005      | Anderson Mesa        | LONEOS                                                 |
| 187034 -          | 2005 GG74              | 5 d'abril de 2005      | Catalina             | CSS                                                    |
| 187035 -          | 2005 JT15              | 3 de maig de 2005      | Kitt Peak            | Spacewatch                                             |
| 187036 -          | 2005 JS28              | 3 de maig de 2005      | Kitt Peak            | Spacewatch                                             |
| 187037 -          | 2005 JJ74              | 8 de maig de 2005      | Socorro              | LINEAR                                                 |
| 187038 -          | 2005 JF97              | 8 de maig de 2005      | Kitt Peak            | Spacewatch                                             |
| 187039 -          | 2005 JL105             | 11 de maig de 2005     | Mount Lemmon         | Mount Lemmon Survey                                    |
| 187040 -          | 2005 JS108             | 14 de maig de 2005     | Socorro              | LINEAR                                                 |
| 187041 -          | 2005 JS127             | 12 de maig de 2005     | Socorro              | LINEAR                                                 |
| 187042 -          | 2005 KZ2               | 16 de maig de 2005     | Palomar              | NEAT                                                   |
| 187043 -          | 2005 KE12              | 20 de maig de 2005     | Palomar              | NEAT                                                   |
| 187044 -          | 2005 LF15              | 8 de juny de 2005      | Socorro              | LINEAR                                                 |
| 187045 -          | 2005 LO21              | 6 de juny de 2005      | Kitt Peak            | Spacewatch                                             |
| 187046 -          | 2005 LT23              | 11 de juny de 2005     | Kitt Peak            | Spacewatch                                             |
| 187047 -          | 2005 LZ29              | 11 de juny de 2005     | Kitt Peak            | Spacewatch                                             |
| 187048 -          | 2005 LV38              | 11 de juny de 2005     | Kitt Peak            | Spacewatch                                             |
| 187049 -          | 2005 LK41              | 12 de juny de 2005     | Kitt Peak            | Spacewatch                                             |
| 187050 -          | 2005 LQ48              | 15 de juny de 2005     | Mount Lemmon         | Mount Lemmon Survey                                    |
| 187051 -          | 2005 LY51              | 15 de juny de 2005     | Mount Lemmon         | Mount Lemmon Survey                                    |
| 187052 -          | 2005 MY                | 17 de juny de 2005     | Mount Lemmon         | Mount Lemmon Survey                                    |
| 187053 -          | 2005 MX4               | 18 de juny de 2005     | Mount Lemmon         | Mount Lemmon Survey                                    |
| 187054 -          | 2005 MP6               | 26 de juny de 2005     | Palomar              | NEAT                                                   |
| 187055 -          | 2005 MR8               | 28 de juny de 2005     | Kitt Peak            | Spacewatch                                             |
| 187056 -          | 2005 MG10              | 27 de juny de 2005     | Kitt Peak            | Spacewatch                                             |
| 187057 -          | 2005 MV11              | 27 de juny de 2005     | Kitt Peak            | Spacewatch                                             |
| 187058 -          | 2005 MB17              | 27 de juny de 2005     | Kitt Peak            | Spacewatch                                             |
| 187059 -          | 2005 ML18              | 28 de juny de 2005     | Palomar              | NEAT                                                   |
| 187060 -          | 2005 MX26              | 29 de juny de 2005     | Kitt Peak            | Spacewatch                                             |
| 187061 -          | 2005 MJ27              | 29 de juny de 2005     | Kitt Peak            | Spacewatch                                             |
| 187062 -          | 2005 MR31              | 28 de juny de 2005     | Palomar              | NEAT                                                   |
| 187063 -          | 2005 MT31              | 28 de juny de 2005     | Kitt Peak            | Spacewatch                                             |
| 187064 -          | 2005 MN37              | 30 de juny de 2005     | Kitt Peak            | Spacewatch                                             |
| 187065 -          | 2005 MU40              | 30 de juny de 2005     | Kitt Peak            | Spacewatch                                             |
| 187066 -          | 2005 MH41              | 30 de juny de 2005     | Kitt Peak            | Spacewatch                                             |
| 187067 -          | 2005 MX41              | 30 de juny de 2005     | Kitt Peak            | Spacewatch                                             |
| 187068 -          | 2005 MM42              | 29 de juny de 2005     | Kitt Peak            | Spacewatch                                             |
| 187069 -          | 2005 MG50              | 30 de juny de 2005     | Anderson Mesa        | LONEOS                                                 |
| 187070 -          | 2005 MG52              | 30 de juny de 2005     | Anderson Mesa        | LONEOS                                                 |
| 187071 -          | 2005 MK53              | 28 de juny de 2005     | Palomar              | NEAT                                                   |
| 187072 -          | 2005 NM9               | 1 de juliol de 2005    | Kitt Peak            | Spacewatch                                             |
| 187073 -          | 2005 NS23              | 4 de juliol de 2005    | Kitt Peak            | Spacewatch                                             |
| 187074 -          | 2005 NH28              | 5 de juliol de 2005    | Palomar              | NEAT                                                   |
| 187075 -          | 2005 NA31              | 4 de juliol de 2005    | Mount Lemmon         | Mount Lemmon Survey                                    |
| 187076 -          | 2005 NH42              | 5 de juliol de 2005    | Kitt Peak            | Spacewatch                                             |
| 187077 -          | 2005 NR48              | 8 de juliol de 2005    | Kitt Peak            | Spacewatch                                             |
| 187078 -          | 2005 NA54              | 10 de juliol de 2005   | Kitt Peak            | Spacewatch                                             |
| 187079 -          | 2005 NR54              | 10 de juliol de 2005   | Kitt Peak            | Spacewatch                                             |
| 187080 -          | 2005 NO60              | 9 de juliol de 2005    | Catalina             | CSS                                                    |
| 187081 -          | 2005 NX65              | 1 de juliol de 2005    | Kitt Peak            | Spacewatch                                             |
| 187082 -          | 2005 NR68              | 3 de juliol de 2005    | Palomar              | NEAT                                                   |
| 187083 -          | 2005 NZ82              | 14 de juliol de 2005   | Reedy Creek          | J. Broughton                                           |
| 187084 -          | 2005 NK85              | 3 de juliol de 2005    | Mount Lemmon         | Mount Lemmon Survey                                    |
| 187085 -          | 2005 ND122             | 12 de juliol de 2005   | Kitt Peak            | Spacewatch                                             |
| 187086 -          | 2005 OP1               | 26 de juliol de 2005   | Palomar              | NEAT                                                   |
| 187087 -          | 2005 OA14              | 30 de juliol de 2005   | Palomar              | NEAT                                                   |
| 187088 -          | 2005 OF14              | 30 de juliol de 2005   | Siding Spring        | SSS                                                    |
| 187089 -          | 2005 PE5               | 7 d'agost de 2005      | Reedy Creek          | J. Broughton                                           |
| 187090 -          | 2005 PK9               | 4 d'agost de 2005      | Palomar              | NEAT                                                   |
| 187091 -          | 2005 PC20              | 6 d'agost de 2005      | Palomar              | NEAT                                                   |
| 187092 -          | 2005 QJ2               | 24 d'agost de 2005     | Palomar              | NEAT                                                   |
| 187093 -          | 2005 QA3               | 24 d'agost de 2005     | Palomar              | NEAT                                                   |
| 187094 -          | 2005 QS3               | 24 d'agost de 2005     | Palomar              | NEAT                                                   |
| 187095 -          | 2005 QL5               | 22 d'agost de 2005     | Palomar              | NEAT                                                   |
| 187096 -          | 2005 QZ12              | 24 d'agost de 2005     | Palomar              | NEAT                                                   |
| 187097 -          | 2005 QV15              | 25 d'agost de 2005     | Palomar              | NEAT                                                   |
| 187098 -          | 2005 QS20              | 26 d'agost de 2005     | Anderson Mesa        | LONEOS                                                 |
| 187099 -          | 2005 QD21              | 26 d'agost de 2005     | Anderson Mesa        | LONEOS                                                 |
| 187100 -          | 2005 QS24              | 27 d'agost de 2005     | Kitt Peak            | Spacewatch                                             |
| 187101-187200     |                        |                        |                      |                                                        |
| 187101 -          | 2005 QW25              | 27 d'agost de 2005     | Kitt Peak            | Spacewatch                                             |
| 187102 -          | 2005 QC30              | 29 d'agost de 2005     | Anderson Mesa        | LONEOS                                                 |
| 187103 -          | 2005 QX32              | 25 d'agost de 2005     | Palomar              | NEAT                                                   |
| 187104 -          | 2005 QU37              | 25 d'agost de 2005     | Palomar              | NEAT                                                   |
| 187105 -          | 2005 QZ37              | 25 d'agost de 2005     | Palomar              | NEAT                                                   |
| 187106 -          | 2005 QW42              | 26 d'agost de 2005     | Anderson Mesa        | LONEOS                                                 |
| 187107 -          | 2005 QV44              | 26 d'agost de 2005     | Palomar              | NEAT                                                   |
| 187108 -          | 2005 QT48              | 26 d'agost de 2005     | Palomar              | NEAT                                                   |
| 187109 -          | 2005 QP49              | 26 d'agost de 2005     | Palomar              | NEAT                                                   |
| 187110 -          | 2005 QC55              | 28 d'agost de 2005     | Anderson Mesa        | LONEOS                                                 |
| 187111 -          | 2005 QG56              | 28 d'agost de 2005     | Kitt Peak            | Spacewatch                                             |
| 187112 -          | 2005 QN60              | 26 d'agost de 2005     | Anderson Mesa        | LONEOS                                                 |
| 187113 -          | 2005 QN62              | 26 d'agost de 2005     | Palomar              | NEAT                                                   |
| 187114 -          | 2005 QK69              | 28 d'agost de 2005     | Siding Spring        | SSS                                                    |
| 187115 -          | 2005 QU69              | 29 d'agost de 2005     | Kitt Peak            | Spacewatch                                             |
| 187116 -          | 2005 QC71              | 29 d'agost de 2005     | Kitt Peak            | Spacewatch                                             |
| 187117 -          | 2005 QG73              | 29 d'agost de 2005     | Anderson Mesa        | LONEOS                                                 |
| 187118 -          | 2005 QE78              | 25 d'agost de 2005     | Palomar              | NEAT                                                   |
| 187119 -          | 2005 QD79              | 26 d'agost de 2005     | Campo Imperatore     | CINEOS                                                 |
| 187120 -          | 2005 QO82              | 29 d'agost de 2005     | Anderson Mesa        | LONEOS                                                 |
| 187121 -          | 2005 QQ82              | 29 d'agost de 2005     | Socorro              | LINEAR                                                 |
| 187122 -          | 2005 QP83              | 29 d'agost de 2005     | Anderson Mesa        | LONEOS                                                 |
| 187123 Schorderet | 2005 QO84              | 30 d'agost de 2005     | Vicques              | Vicques                                                |
| 187124 -          | 2005 QX84              | 30 d'agost de 2005     | Socorro              | LINEAR                                                 |
| 187125 -          | 2005 QD87              | 31 d'agost de 2005     | Piszkéstető          | Piszkéstető                                            |
| 187126 -          | 2005 QN91              | 25 d'agost de 2005     | Campo Imperatore     | CINEOS                                                 |
| 187127 -          | 2005 QG96              | 27 d'agost de 2005     | Palomar              | NEAT                                                   |
| 187128 -          | 2005 QW99              | 27 d'agost de 2005     | Palomar              | NEAT                                                   |
| 187129 -          | 2005 QY104             | 27 d'agost de 2005     | Palomar              | NEAT                                                   |
| 187130 -          | 2005 QV110             | 27 d'agost de 2005     | Palomar              | NEAT                                                   |
| 187131 -          | 2005 QF114             | 27 d'agost de 2005     | Palomar              | NEAT                                                   |
| 187132 -          | 2005 QM115             | 27 d'agost de 2005     | Palomar              | NEAT                                                   |
| 187133 -          | 2005 QO115             | 27 d'agost de 2005     | Palomar              | NEAT                                                   |
| 187134 -          | 2005 QG127             | 28 d'agost de 2005     | Kitt Peak            | Spacewatch                                             |
| 187135 -          | 2005 QX133             | 28 d'agost de 2005     | Kitt Peak            | Spacewatch                                             |
| 187136 -          | 2005 QQ134             | 28 d'agost de 2005     | Kitt Peak            | Spacewatch                                             |
| 187137 -          | 2005 QU137             | 28 d'agost de 2005     | Kitt Peak            | Spacewatch                                             |
| 187138 -          | 2005 QW137             | 28 d'agost de 2005     | Kitt Peak            | Spacewatch                                             |
| 187139 -          | 2005 QX140             | 29 d'agost de 2005     | Socorro              | LINEAR                                                 |
| 187140 -          | 2005 QV145             | 27 d'agost de 2005     | Palomar              | NEAT                                                   |
| 187141 -          | 2005 QG146             | 28 d'agost de 2005     | Anderson Mesa        | LONEOS                                                 |
| 187142 -          | 2005 QN148             | 30 d'agost de 2005     | Anderson Mesa        | LONEOS                                                 |
| 187143 -          | 2005 QV161             | 28 d'agost de 2005     | Siding Spring        | SSS                                                    |
| 187144 -          | 2005 QM162             | 30 d'agost de 2005     | Palomar              | NEAT                                                   |
| 187145 -          | 2005 QG165             | 31 d'agost de 2005     | Palomar              | NEAT                                                   |
| 187146 -          | 2005 QB166             | 31 d'agost de 2005     | Palomar              | NEAT                                                   |
| 187147 -          | 2005 QK169             | 29 d'agost de 2005     | Palomar              | NEAT                                                   |
| 187148 -          | 2005 QZ171             | 29 d'agost de 2005     | Palomar              | NEAT                                                   |
| 187149 -          | 2005 QF175             | 31 d'agost de 2005     | Kitt Peak            | Spacewatch                                             |
| 187150 -          | 2005 QP175             | 31 d'agost de 2005     | Palomar              | NEAT                                                   |
| 187151 -          | 2005 QN178             | 27 d'agost de 2005     | Palomar              | NEAT                                                   |
| 187152 -          | 2005 QT178             | 29 d'agost de 2005     | Kitt Peak            | Spacewatch                                             |
| 187153 -          | 2005 QS182             | 31 d'agost de 2005     | Kitt Peak            | Spacewatch                                             |
| 187154 -          | 2005 QV182             | 25 d'agost de 2005     | Palomar              | NEAT                                                   |
| 187155 -          | 2005 RH3               | 5 de setembre de 2005  | Catalina             | CSS                                                    |
| 187156 -          | 2005 RX5               | 6 de setembre de 2005  | Anderson Mesa        | LONEOS                                                 |
| 187157 -          | 2005 RT9               | 9 de setembre de 2005  | Socorro              | LINEAR                                                 |
| 187158 -          | 2005 RE10              | 8 de setembre de 2005  | Uccle                | T. Pauwels                                             |
| 187159 -          | 2005 RG10              | 8 de setembre de 2005  | Socorro              | LINEAR                                                 |
| 187160 -          | 2005 RG22              | 8 de setembre de 2005  | Socorro              | LINEAR                                                 |
| 187161 -          | 2005 RS22              | 11 de setembre de 2005 | Jarnac               | Jarnac                                                 |
| 187162 -          | 2005 RE29              | 12 de setembre de 2005 | Haleakala            | NEAT                                                   |
| 187163 -          | 2005 RY33              | 13 de setembre de 2005 | Anderson Mesa        | LONEOS                                                 |
| 187164 -          | 2005 RF42              | 14 de setembre de 2005 | Kitt Peak            | Spacewatch                                             |
| 187165 -          | 2005 RB44              | 14 de setembre de 2005 | Kitt Peak            | Spacewatch                                             |
| 187166 -          | 2005 RD46              | 14 de setembre de 2005 | Apache Point         | A. C. Becker                                           |
| 187167 -          | 2005 SJ5               | 23 de setembre de 2005 | Catalina             | CSS                                                    |
| 187168 -          | 2005 SR8               | 25 de setembre de 2005 | Kitt Peak            | Spacewatch                                             |
| 187169 -          | 2005 SB13              | 24 de setembre de 2005 | Kitt Peak            | Spacewatch                                             |
| 187170 -          | 2005 SH13              | 24 de setembre de 2005 | Kitt Peak            | Spacewatch                                             |
| 187171 -          | 2005 SN13              | 24 de setembre de 2005 | Kitt Peak            | Spacewatch                                             |
| 187172 -          | 2005 SM18              | 26 de setembre de 2005 | Kitt Peak            | Spacewatch                                             |
| 187173 -          | 2005 SR26              | 23 de setembre de 2005 | Kitt Peak            | Spacewatch                                             |
| 187174 -          | 2005 SF30              | 23 de setembre de 2005 | Kitt Peak            | Spacewatch                                             |
| 187175 -          | 2005 SN35              | 23 de setembre de 2005 | Kitt Peak            | Spacewatch                                             |
| 187176 -          | 2005 SP36              | 24 de setembre de 2005 | Kitt Peak            | Spacewatch                                             |
| 187177 -          | 2005 SZ37              | 24 de setembre de 2005 | Kitt Peak            | Spacewatch                                             |
| 187178 -          | 2005 SH39              | 24 de setembre de 2005 | Kitt Peak            | Spacewatch                                             |
| 187179 -          | 2005 SV44              | 24 de setembre de 2005 | Kitt Peak            | Spacewatch                                             |
| 187180 -          | 2005 SY49              | 24 de setembre de 2005 | Kitt Peak            | Spacewatch                                             |
| 187181 -          | 2005 SD51              | 24 de setembre de 2005 | Kitt Peak            | Spacewatch                                             |
| 187182 -          | 2005 SJ51              | 24 de setembre de 2005 | Kitt Peak            | Spacewatch                                             |
| 187183 -          | 2005 SH60              | 26 de setembre de 2005 | Kitt Peak            | Spacewatch                                             |
| 187184 -          | 2005 SO60              | 26 de setembre de 2005 | Palomar              | NEAT                                                   |
| 187185 -          | 2005 ST61              | 26 de setembre de 2005 | Kitt Peak            | Spacewatch                                             |
| 187186 -          | 2005 SK62              | 26 de setembre de 2005 | Kitt Peak            | Spacewatch                                             |
| 187187 -          | 2005 SY65              | 26 de setembre de 2005 | Catalina             | CSS                                                    |
| 187188 -          | 2005 SR66              | 27 de setembre de 2005 | Kitt Peak            | Spacewatch                                             |
| 187189 -          | 2005 SB67              | 27 de setembre de 2005 | Kitt Peak            | Spacewatch                                             |
| 187190 -          | 2005 SS68              | 27 de setembre de 2005 | Kitt Peak            | Spacewatch                                             |
| 187191 -          | 2005 SU68              | 27 de setembre de 2005 | Kitt Peak            | Spacewatch                                             |
| 187192 -          | 2005 SE70              | 27 de setembre de 2005 | Palomar              | NEAT                                                   |
| 187193 -          | 2005 SF72              | 23 de setembre de 2005 | Catalina             | CSS                                                    |
| 187194 -          | 2005 SW74              | 24 de setembre de 2005 | Kitt Peak            | Spacewatch                                             |
| 187195 -          | 2005 SQ76              | 24 de setembre de 2005 | Kitt Peak            | Spacewatch                                             |
| 187196 -          | 2005 SG78              | 24 de setembre de 2005 | Kitt Peak            | Spacewatch                                             |
| 187197 -          | 2005 SF79              | 24 de setembre de 2005 | Kitt Peak            | Spacewatch                                             |
| 187198 -          | 2005 SA80              | 24 de setembre de 2005 | Kitt Peak            | Spacewatch                                             |
| 187199 -          | 2005 SM81              | 24 de setembre de 2005 | Kitt Peak            | Spacewatch                                             |
| 187200 -          | 2005 SX81              | 24 de setembre de 2005 | Kitt Peak            | Spacewatch                                             |
| 187201-187300     |                        |                        |                      |                                                        |
| 187201 -          | 2005 SG83              | 24 de setembre de 2005 | Kitt Peak            | Spacewatch                                             |
| 187202 -          | 2005 SW84              | 24 de setembre de 2005 | Kitt Peak            | Spacewatch                                             |
| 187203 -          | 2005 SB85              | 24 de setembre de 2005 | Kitt Peak            | Spacewatch                                             |
| 187204 -          | 2005 SL89              | 24 de setembre de 2005 | Kitt Peak            | Spacewatch                                             |
| 187205 -          | 2005 ST92              | 24 de setembre de 2005 | Kitt Peak            | Spacewatch                                             |
| 187206 -          | 2005 SG95              | 25 de setembre de 2005 | Kitt Peak            | Spacewatch                                             |
| 187207 -          | 2005 SR95              | 25 de setembre de 2005 | Kitt Peak            | Spacewatch                                             |
| 187208 -          | 2005 SD96              | 25 de setembre de 2005 | Kitt Peak            | Spacewatch                                             |
| 187209 -          | 2005 SH104             | 25 de setembre de 2005 | Kitt Peak            | Spacewatch                                             |
| 187210 -          | 2005 SO105             | 25 de setembre de 2005 | Kitt Peak            | Spacewatch                                             |
| 187211 -          | 2005 SS105             | 25 de setembre de 2005 | Palomar              | NEAT                                                   |
| 187212 -          | 2005 SY105             | 25 de setembre de 2005 | Kitt Peak            | Spacewatch                                             |
| 187213 -          | 2005 SL110             | 26 de setembre de 2005 | Kitt Peak            | Spacewatch                                             |
| 187214 -          | 2005 SD111             | 26 de setembre de 2005 | Kitt Peak            | Spacewatch                                             |
| 187215 -          | 2005 SL111             | 26 de setembre de 2005 | Palomar              | NEAT                                                   |
| 187216 -          | 2005 SV111             | 26 de setembre de 2005 | Kitt Peak            | Spacewatch                                             |
| 187217 -          | 2005 SU118             | 28 de setembre de 2005 | Palomar              | NEAT                                                   |
| 187218 -          | 2005 SY119             | 29 de setembre de 2005 | Kitt Peak            | Spacewatch                                             |
| 187219 -          | 2005 SM125             | 29 de setembre de 2005 | Mount Lemmon         | Mount Lemmon Survey                                    |
| 187220 -          | 2005 SX129             | 29 de setembre de 2005 | Anderson Mesa        | LONEOS                                                 |
| 187221 -          | 2005 SP133             | 29 de setembre de 2005 | Kitt Peak            | Spacewatch                                             |
| 187222 -          | 2005 SZ135             | 24 de setembre de 2005 | Kitt Peak            | Spacewatch                                             |
| 187223 -          | 2005 SX139             | 25 de setembre de 2005 | Kitt Peak            | Spacewatch                                             |
| 187224 -          | 2005 SS140             | 25 de setembre de 2005 | Kitt Peak            | Spacewatch                                             |
| 187225 -          | 2005 SG141             | 25 de setembre de 2005 | Kitt Peak            | Spacewatch                                             |
| 187226 -          | 2005 SH141             | 25 de setembre de 2005 | Kitt Peak            | Spacewatch                                             |
| 187227 -          | 2005 SJ143             | 25 de setembre de 2005 | Kitt Peak            | Spacewatch                                             |
| 187228 -          | 2005 SC144             | 25 de setembre de 2005 | Kitt Peak            | Spacewatch                                             |
| 187229 -          | 2005 SB145             | 25 de setembre de 2005 | Kitt Peak            | Spacewatch                                             |
| 187230 -          | 2005 SQ152             | 25 de setembre de 2005 | Palomar              | NEAT                                                   |
| 187231 -          | 2005 SR152             | 25 de setembre de 2005 | Palomar              | NEAT                                                   |
| 187232 -          | 2005 SN153             | 26 de setembre de 2005 | Catalina             | CSS                                                    |
| 187233 -          | 2005 SC154             | 26 de setembre de 2005 | Kitt Peak            | Spacewatch                                             |
| 187234 -          | 2005 SW154             | 26 de setembre de 2005 | Kitt Peak            | Spacewatch                                             |
| 187235 -          | 2005 SE157             | 26 de setembre de 2005 | Kitt Peak            | Spacewatch                                             |
| 187236 -          | 2005 SD160             | 27 de setembre de 2005 | Kitt Peak            | Spacewatch                                             |
| 187237 -          | 2005 SJ160             | 27 de setembre de 2005 | Kitt Peak            | Spacewatch                                             |
| 187238 -          | 2005 SH167             | 28 de setembre de 2005 | Palomar              | NEAT                                                   |
| 187239 -          | 2005 SR169             | 29 de setembre de 2005 | Kitt Peak            | Spacewatch                                             |
| 187240 -          | 2005 SK180             | 29 de setembre de 2005 | Mount Lemmon         | Mount Lemmon Survey                                    |
| 187241 -          | 2005 SO180             | 29 de setembre de 2005 | Mount Lemmon         | Mount Lemmon Survey                                    |
| 187242 -          | 2005 SR180             | 29 de setembre de 2005 | Mount Lemmon         | Mount Lemmon Survey                                    |
| 187243 -          | 2005 SA184             | 29 de setembre de 2005 | Kitt Peak            | Spacewatch                                             |
| 187244 -          | 2005 SO190             | 29 de setembre de 2005 | Anderson Mesa        | LONEOS                                                 |
| 187245 -          | 2005 SV190             | 29 de setembre de 2005 | Anderson Mesa        | LONEOS                                                 |
| 187246 -          | 2005 SU192             | 29 de setembre de 2005 | Catalina             | CSS                                                    |
| 187247 -          | 2005 SA195             | 30 de setembre de 2005 | Kitt Peak            | Spacewatch                                             |
| 187248 -          | 2005 SS210             | 30 de setembre de 2005 | Palomar              | NEAT                                                   |
| 187249 -          | 2005 SS219             | 30 de setembre de 2005 | Palomar              | NEAT                                                   |
| 187250 -          | 2005 SQ221             | 30 de setembre de 2005 | Catalina             | CSS                                                    |
| 187251 -          | 2005 ST225             | 30 de setembre de 2005 | Kitt Peak            | Spacewatch                                             |
| 187252 -          | 2005 SA229             | 30 de setembre de 2005 | Mount Lemmon         | Mount Lemmon Survey                                    |
| 187253 -          | 2005 SG235             | 29 de setembre de 2005 | Mount Lemmon         | Mount Lemmon Survey                                    |
| 187254 -          | 2005 SL237             | 29 de setembre de 2005 | Kitt Peak            | Spacewatch                                             |
| 187255 -          | 2005 SD248             | 30 de setembre de 2005 | Kitt Peak            | Spacewatch                                             |
| 187256 -          | 2005 SG248             | 30 de setembre de 2005 | Palomar              | NEAT                                                   |
| 187257 -          | 2005 SX250             | 23 de setembre de 2005 | Kitt Peak            | Spacewatch                                             |
| 187258 -          | 2005 SF259             | 24 de setembre de 2005 | Anderson Mesa        | LONEOS                                                 |
| 187259 -          | 2005 SK278             | 24 de setembre de 2005 | Kitt Peak            | Spacewatch                                             |
| 187260 -          | 2005 SH279             | 30 de setembre de 2005 | Mount Lemmon         | Mount Lemmon Survey                                    |
| 187261 -          | 2005 SM279             | 23 de setembre de 2005 | Kitt Peak            | Spacewatch                                             |
| 187262 -          | 2005 SW281             | 26 de setembre de 2005 | Kitt Peak            | Spacewatch                                             |
| 187263 -          | 2005 TH1               | 1 d'octubre de 2005    | Catalina             | CSS                                                    |
| 187264 -          | 2005 TQ3               | 1 d'octubre de 2005    | Anderson Mesa        | LONEOS                                                 |
| 187265 -          | 2005 TS9               | 1 d'octubre de 2005    | Mount Lemmon         | Mount Lemmon Survey                                    |
| 187266 -          | 2005 TO21              | 1 d'octubre de 2005    | Kitt Peak            | Spacewatch                                             |
| 187267 -          | 2005 TA32              | 1 d'octubre de 2005    | Kitt Peak            | Spacewatch                                             |
| 187268 -          | 2005 TH32              | 1 d'octubre de 2005    | Socorro              | LINEAR                                                 |
| 187269 -          | 2005 TN33              | 1 d'octubre de 2005    | Kitt Peak            | Spacewatch                                             |
| 187270 -          | 2005 TT34              | 1 d'octubre de 2005    | Kitt Peak            | Spacewatch                                             |
| 187271 -          | 2005 TU40              | 1 d'octubre de 2005    | Anderson Mesa        | LONEOS                                                 |
| 187272 -          | 2005 TV43              | 5 d'octubre de 2005    | Socorro              | LINEAR                                                 |
| 187273 -          | 2005 TJ45              | 5 d'octubre de 2005    | Socorro              | LINEAR                                                 |
| 187274 -          | 2005 TV45              | 7 d'octubre de 2005    | Reedy Creek          | J. Broughton                                           |
| 187275 -          | 2005 TZ46              | 3 d'octubre de 2005    | Catalina             | CSS                                                    |
| 187276 -          | 2005 TM48              | 8 d'octubre de 2005    | Moletai              | MAO                                                    |
| 187277 -          | 2005 TA53              | 1 d'octubre de 2005    | Anderson Mesa        | LONEOS                                                 |
| 187278 -          | 2005 TK55              | 5 d'octubre de 2005    | Socorro              | LINEAR                                                 |
| 187279 -          | 2005 TE57              | 1 d'octubre de 2005    | Mount Lemmon         | Mount Lemmon Survey                                    |
| 187280 -          | 2005 TS57              | 1 d'octubre de 2005    | Mount Lemmon         | Mount Lemmon Survey                                    |
| 187281 -          | 2005 TK59              | 1 d'octubre de 2005    | Mount Lemmon         | Mount Lemmon Survey                                    |
| 187282 -          | 2005 TH62              | 4 d'octubre de 2005    | Mount Lemmon         | Mount Lemmon Survey                                    |
| 187283 -          | 2005 TC66              | 3 d'octubre de 2005    | Catalina             | CSS                                                    |
| 187284 -          | 2005 TT68              | 6 d'octubre de 2005    | Kitt Peak            | Spacewatch                                             |
| 187285 -          | 2005 TS72              | 5 d'octubre de 2005    | Catalina             | CSS                                                    |
| 187286 -          | 2005 TU72              | 5 d'octubre de 2005    | Catalina             | CSS                                                    |
| 187287 -          | 2005 TZ73              | 7 d'octubre de 2005    | Anderson Mesa        | LONEOS                                                 |
| 187288 -          | 2005 TY88              | 5 d'octubre de 2005    | Mount Lemmon         | Mount Lemmon Survey                                    |
| 187289 -          | 2005 TO91              | 6 d'octubre de 2005    | Mount Lemmon         | Mount Lemmon Survey                                    |
| 187290 -          | 2005 TW99              | 7 d'octubre de 2005    | Socorro              | LINEAR                                                 |
| 187291 -          | 2005 TY99              | 7 d'octubre de 2005    | Socorro              | LINEAR                                                 |
| 187292 -          | 2005 TC101             | 7 d'octubre de 2005    | Catalina             | CSS                                                    |
| 187293 -          | 2005 TV121             | 7 d'octubre de 2005    | Kitt Peak            | Spacewatch                                             |
| 187294 -          | 2005 TJ126             | 7 d'octubre de 2005    | Kitt Peak            | Spacewatch                                             |
| 187295 -          | 2005 TF132             | 7 d'octubre de 2005    | Kitt Peak            | Spacewatch                                             |
| 187296 -          | 2005 TV139             | 8 d'octubre de 2005    | Kitt Peak            | Spacewatch                                             |
| 187297 -          | 2005 TE142             | 8 d'octubre de 2005    | Kitt Peak            | Spacewatch                                             |
| 187298 -          | 2005 TV142             | 8 d'octubre de 2005    | Kitt Peak            | Spacewatch                                             |
| 187299 -          | 2005 TY151             | 10 d'octubre de 2005   | Kitt Peak            | Spacewatch                                             |
| 187300 -          | 2005 TX156             | 9 d'octubre de 2005    | Kitt Peak            | Spacewatch                                             |
| 187301-187400     |                        |                        |                      |                                                        |
| 187301 -          | 2005 TU180             | 1 d'octubre de 2005    | Mount Lemmon         | Mount Lemmon Survey                                    |
| 187302 -          | 2005 TP191             | 1 d'octubre de 2005    | Catalina             | CSS                                                    |
| 187303 -          | 2005 TQ193             | 1 d'octubre de 2005    | Mount Lemmon         | Mount Lemmon Survey                                    |
| 187304 -          | 2005 UV                | 23 d'octubre de 2005   | Wrightwood           | J. W. Young                                            |
| 187305 -          | 2005 UO2               | 23 d'octubre de 2005   | Eskridge             | Eskridge                                               |
| 187306 -          | 2005 UG4               | 25 d'octubre de 2005   | Goodricke-Pigott     | R. A. Tucker                                           |
| 187307 -          | 2005 UM9               | 21 d'octubre de 2005   | Palomar              | NEAT                                                   |
| 187308 -          | 2005 UV12              | 21 d'octubre de 2005   | Palomar              | NEAT                                                   |
| 187309 -          | 2005 UW15              | 22 d'octubre de 2005   | Kitt Peak            | Spacewatch                                             |
| 187310 -          | 2005 UK19              | 22 d'octubre de 2005   | Catalina             | CSS                                                    |
| 187311 -          | 2005 UR26              | 23 d'octubre de 2005   | Catalina             | CSS                                                    |
| 187312 -          | 2005 UZ27              | 23 d'octubre de 2005   | Kitt Peak            | Spacewatch                                             |
| 187313 -          | 2005 UH35              | 24 d'octubre de 2005   | Kitt Peak            | Spacewatch                                             |
| 187314 -          | 2005 UY37              | 24 d'octubre de 2005   | Kitt Peak            | Spacewatch                                             |
| 187315 -          | 2005 UZ37              | 24 d'octubre de 2005   | Kitt Peak            | Spacewatch                                             |
| 187316 -          | 2005 UG40              | 24 d'octubre de 2005   | Kitt Peak            | Spacewatch                                             |
| 187317 -          | 2005 UP40              | 24 d'octubre de 2005   | Kitt Peak            | Spacewatch                                             |
| 187318 -          | 2005 UJ41              | 24 d'octubre de 2005   | Kitt Peak            | Spacewatch                                             |
| 187319 -          | 2005 US43              | 22 d'octubre de 2005   | Kitt Peak            | Spacewatch                                             |
| 187320 -          | 2005 UC49              | 23 d'octubre de 2005   | Catalina             | CSS                                                    |
| 187321 -          | 2005 UK55              | 23 d'octubre de 2005   | Catalina             | CSS                                                    |
| 187322 -          | 2005 UT57              | 24 d'octubre de 2005   | Kitt Peak            | Spacewatch                                             |
| 187323 -          | 2005 UY59              | 25 d'octubre de 2005   | Anderson Mesa        | LONEOS                                                 |
| 187324 -          | 2005 UH68              | 22 d'octubre de 2005   | Palomar              | NEAT                                                   |
| 187325 -          | 2005 UL73              | 23 d'octubre de 2005   | Palomar              | NEAT                                                   |
| 187326 -          | 2005 UH78              | 25 d'octubre de 2005   | Mount Lemmon         | Mount Lemmon Survey                                    |
| 187327 -          | 2005 UX78              | 25 d'octubre de 2005   | Catalina             | CSS                                                    |
| 187328 -          | 2005 UA80              | 25 d'octubre de 2005   | Kitt Peak            | Spacewatch                                             |
| 187329 -          | 2005 UK80              | 25 d'octubre de 2005   | Kitt Peak            | Spacewatch                                             |
| 187330 -          | 2005 UN84              | 22 d'octubre de 2005   | Kitt Peak            | Spacewatch                                             |
| 187331 -          | 2005 UR85              | 22 d'octubre de 2005   | Kitt Peak            | Spacewatch                                             |
| 187332 -          | 2005 UR87              | 22 d'octubre de 2005   | Kitt Peak            | Spacewatch                                             |
| 187333 -          | 2005 UQ96              | 22 d'octubre de 2005   | Kitt Peak            | Spacewatch                                             |
| 187334 -          | 2005 UO100             | 22 d'octubre de 2005   | Kitt Peak            | Spacewatch                                             |
| 187335 -          | 2005 UO104             | 22 d'octubre de 2005   | Kitt Peak            | Spacewatch                                             |
| 187336 -          | 2005 UP107             | 22 d'octubre de 2005   | Palomar              | NEAT                                                   |
| 187337 -          | 2005 UW108             | 22 d'octubre de 2005   | Catalina             | CSS                                                    |
| 187338 -          | 2005 UY116             | 23 d'octubre de 2005   | Catalina             | CSS                                                    |
| 187339 -          | 2005 UR127             | 24 d'octubre de 2005   | Kitt Peak            | Spacewatch                                             |
| 187340 -          | 2005 UV131             | 24 d'octubre de 2005   | Palomar              | NEAT                                                   |
| 187341 -          | 2005 UT141             | 25 d'octubre de 2005   | Catalina             | CSS                                                    |
| 187342 -          | 2005 UH142             | 25 d'octubre de 2005   | Catalina             | CSS                                                    |
| 187343 -          | 2005 UL158             | 28 d'octubre de 2005   | Goodricke-Pigott     | R. A. Tucker                                           |
| 187344 -          | 2005 UW159             | 22 d'octubre de 2005   | Catalina             | CSS                                                    |
| 187345 -          | 2005 UY159             | 22 d'octubre de 2005   | Catalina             | CSS                                                    |
| 187346 -          | 2005 UB180             | 24 d'octubre de 2005   | Kitt Peak            | Spacewatch                                             |
| 187347 -          | 2005 UJ188             | 27 d'octubre de 2005   | Mount Lemmon         | Mount Lemmon Survey                                    |
| 187348 -          | 2005 UH195             | 22 d'octubre de 2005   | Kitt Peak            | Spacewatch                                             |
| 187349 -          | 2005 UT200             | 25 d'octubre de 2005   | Kitt Peak            | Spacewatch                                             |
| 187350 -          | 2005 UM201             | 25 d'octubre de 2005   | Kitt Peak            | Spacewatch                                             |
| 187351 -          | 2005 UK213             | 21 d'octubre de 2005   | Palomar              | NEAT                                                   |
| 187352 -          | 2005 UH214             | 24 d'octubre de 2005   | Palomar              | NEAT                                                   |
| 187353 -          | 2005 UW215             | 25 d'octubre de 2005   | Kitt Peak            | Spacewatch                                             |
| 187354 -          | 2005 UM229             | 25 d'octubre de 2005   | Kitt Peak            | Spacewatch                                             |
| 187355 -          | 2005 US229             | 25 d'octubre de 2005   | Kitt Peak            | Spacewatch                                             |
| 187356 -          | 2005 UW237             | 25 d'octubre de 2005   | Kitt Peak            | Spacewatch                                             |
| 187357 -          | 2005 UW238             | 25 d'octubre de 2005   | Kitt Peak            | Spacewatch                                             |
| 187358 -          | 2005 UZ250             | 23 d'octubre de 2005   | Catalina             | CSS                                                    |
| 187359 -          | 2005 UZ251             | 25 d'octubre de 2005   | Kitt Peak            | Spacewatch                                             |
| 187360 -          | 2005 UW258             | 25 d'octubre de 2005   | Kitt Peak            | Spacewatch                                             |
| 187361 -          | 2005 UP259             | 25 d'octubre de 2005   | Kitt Peak            | Spacewatch                                             |
| 187362 -          | 2005 UH262             | 26 d'octubre de 2005   | Kitt Peak            | Spacewatch                                             |
| 187363 -          | 2005 UK262             | 26 d'octubre de 2005   | Kitt Peak            | Spacewatch                                             |
| 187364 -          | 2005 UR266             | 27 d'octubre de 2005   | Kitt Peak            | Spacewatch                                             |
| 187365 -          | 2005 UO272             | 28 d'octubre de 2005   | Kitt Peak            | Spacewatch                                             |
| 187366 -          | 2005 UK273             | 28 d'octubre de 2005   | Mount Lemmon         | Mount Lemmon Survey                                    |
| 187367 -          | 2005 UB278             | 24 d'octubre de 2005   | Kitt Peak            | Spacewatch                                             |
| 187368 -          | 2005 UE278             | 24 d'octubre de 2005   | Kitt Peak            | Spacewatch                                             |
| 187369 -          | 2005 UT281             | 25 d'octubre de 2005   | Catalina             | CSS                                                    |
| 187370 -          | 2005 UU308             | 28 d'octubre de 2005   | Catalina             | CSS                                                    |
| 187371 -          | 2005 UO318             | 27 d'octubre de 2005   | Kitt Peak            | Spacewatch                                             |
| 187372 -          | 2005 UT319             | 27 d'octubre de 2005   | Kitt Peak            | Spacewatch                                             |
| 187373 -          | 2005 UC330             | 28 d'octubre de 2005   | Kitt Peak            | Spacewatch                                             |
| 187374 -          | 2005 UN335             | 30 d'octubre de 2005   | Palomar              | NEAT                                                   |
| 187375 -          | 2005 UQ352             | 29 d'octubre de 2005   | Catalina             | CSS                                                    |
| 187376 -          | 2005 US359             | 25 d'octubre de 2005   | Mount Lemmon         | Mount Lemmon Survey                                    |
| 187377 -          | 2005 UC361             | 27 d'octubre de 2005   | Kitt Peak            | Spacewatch                                             |
| 187378 -          | 2005 UJ361             | 27 d'octubre de 2005   | Kitt Peak            | Spacewatch                                             |
| 187379 -          | 2005 UB368             | 27 d'octubre de 2005   | Kitt Peak            | Spacewatch                                             |
| 187380 -          | 2005 UQ386             | 30 d'octubre de 2005   | Catalina             | CSS                                                    |
| 187381 -          | 2005 UZ395             | 30 d'octubre de 2005   | Mount Lemmon         | Mount Lemmon Survey                                    |
| 187382 -          | 2005 UT401             | 27 d'octubre de 2005   | Kitt Peak            | Spacewatch                                             |
| 187383 -          | 2005 UF404             | 29 d'octubre de 2005   | Mount Lemmon         | Mount Lemmon Survey                                    |
| 187384 -          | 2005 UN407             | 30 d'octubre de 2005   | Mount Lemmon         | Mount Lemmon Survey                                    |
| 187385 -          | 2005 UJ412             | 31 d'octubre de 2005   | Mount Lemmon         | Mount Lemmon Survey                                    |
| 187386 -          | 2005 UD455             | 28 d'octubre de 2005   | Kitt Peak            | Spacewatch                                             |
| 187387 -          | 2005 UW456             | 30 d'octubre de 2005   | Kitt Peak            | Spacewatch                                             |
| 187388 -          | 2005 UM461             | 28 d'octubre de 2005   | Mount Lemmon         | Mount Lemmon Survey                                    |
| 187389 -          | 2005 UF472             | 30 d'octubre de 2005   | Kitt Peak            | Spacewatch                                             |
| 187390 -          | 2005 UB483             | 22 d'octubre de 2005   | Catalina             | CSS                                                    |
| 187391 -          | 2005 UF485             | 22 d'octubre de 2005   | Catalina             | CSS                                                    |
| 187392 -          | 2005 UA492             | 24 d'octubre de 2005   | Palomar              | NEAT                                                   |
| 187393 -          | 2005 UL494             | 25 d'octubre de 2005   | Catalina             | CSS                                                    |
| 187394 -          | 2005 UG501             | 27 d'octubre de 2005   | Catalina             | CSS                                                    |
| 187395 -          | 2005 UG511             | 27 d'octubre de 2005   | Anderson Mesa        | LONEOS                                                 |
| 187396 -          | 2005 UU516             | 25 d'octubre de 2005   | Apache Point         | A. C. Becker                                           |
| 187397 -          | 2005 UR522             | 27 d'octubre de 2005   | Apache Point         | A. C. Becker                                           |
| 187398 -          | 2005 VN10              | 2 de novembre de 2005  | Mount Lemmon         | Mount Lemmon Survey                                    |
| 187399 -          | 2005 VB31              | 4 de novembre de 2005  | Kitt Peak            | Spacewatch                                             |
| 187400 -          | 2005 VA34              | 2 de novembre de 2005  | Mount Lemmon         | Mount Lemmon Survey                                    |
| 187401-187500     |                        |                        |                      |                                                        |
| 187401 -          | 2005 VB34              | 2 de novembre de 2005  | Mount Lemmon         | Mount Lemmon Survey                                    |
| 187402 -          | 2005 VA38              | 3 de novembre de 2005  | Mount Lemmon         | Mount Lemmon Survey                                    |
| 187403 -          | 2005 VB38              | 3 de novembre de 2005  | Mount Lemmon         | Mount Lemmon Survey                                    |
| 187404 -          | 2005 VK43              | 5 de novembre de 2005  | Mount Lemmon         | Mount Lemmon Survey                                    |
| 187405 -          | 2005 VL46              | 4 de novembre de 2005  | Mount Lemmon         | Mount Lemmon Survey                                    |
| 187406 -          | 2005 VJ49              | 1 de novembre de 2005  | Socorro              | LINEAR                                                 |
| 187407 -          | 2005 VG53              | 3 de novembre de 2005  | Mount Lemmon         | Mount Lemmon Survey                                    |
| 187408 -          | 2005 VR56              | 4 de novembre de 2005  | Mount Lemmon         | Mount Lemmon Survey                                    |
| 187409 -          | 2005 VE58              | 4 de novembre de 2005  | Mount Lemmon         | Mount Lemmon Survey                                    |
| 187410 -          | 2005 VT60              | 5 de novembre de 2005  | Mount Lemmon         | Mount Lemmon Survey                                    |
| 187411 -          | 2005 VD65              | 1 de novembre de 2005  | Mount Lemmon         | Mount Lemmon Survey                                    |
| 187412 -          | 2005 VM70              | 1 de novembre de 2005  | Mount Lemmon         | Mount Lemmon Survey                                    |
| 187413 -          | 2005 VM72              | 1 de novembre de 2005  | Mount Lemmon         | Mount Lemmon Survey                                    |
| 187414 -          | 2005 VA78              | 6 de novembre de 2005  | Socorro              | LINEAR                                                 |
| 187415 -          | 2005 VB78              | 6 de novembre de 2005  | Socorro              | LINEAR                                                 |
| 187416 -          | 2005 VV78              | 6 de novembre de 2005  | Mount Lemmon         | Mount Lemmon Survey                                    |
| 187417 -          | 2005 VJ79              | 3 de novembre de 2005  | Mount Lemmon         | Mount Lemmon Survey                                    |
| 187418 -          | 2005 VN80              | 5 de novembre de 2005  | Kitt Peak            | Spacewatch                                             |
| 187419 -          | 2005 VD87              | 6 de novembre de 2005  | Kitt Peak            | Spacewatch                                             |
| 187420 -          | 2005 VY103             | 3 de novembre de 2005  | Kitt Peak            | Spacewatch                                             |
| 187421 -          | 2005 VF111             | 6 de novembre de 2005  | Mount Lemmon         | Mount Lemmon Survey                                    |
| 187422 -          | 2005 VA112             | 6 de novembre de 2005  | Mount Lemmon         | Mount Lemmon Survey                                    |
| 187423 -          | 2005 VR114             | 10 de novembre de 2005 | Campo Imperatore     | CINEOS                                                 |
| 187424 -          | 2005 VL119             | 15 de novembre de 2005 | Palomar              | NEAT                                                   |
| 187425 -          | 2005 VR123             | 2 de novembre de 2005  | Catalina             | CSS                                                    |
| 187426 -          | 2005 WJ5               | 20 de novembre de 2005 | Palomar              | NEAT                                                   |
| 187427 -          | 2005 WH6               | 21 de novembre de 2005 | Catalina             | CSS                                                    |
| 187428 -          | 2005 WK6               | 21 de novembre de 2005 | Catalina             | CSS                                                    |
| 187429 -          | 2005 WH11              | 22 de novembre de 2005 | Kitt Peak            | Spacewatch                                             |
| 187430 -          | 2005 WO27              | 21 de novembre de 2005 | Kitt Peak            | Spacewatch                                             |
| 187431 -          | 2005 WV27              | 21 de novembre de 2005 | Kitt Peak            | Spacewatch                                             |
| 187432 -          | 2005 WF29              | 21 de novembre de 2005 | Kitt Peak            | Spacewatch                                             |
| 187433 -          | 2005 WG30              | 21 de novembre de 2005 | Kitt Peak            | Spacewatch                                             |
| 187434 -          | 2005 WD38              | 22 de novembre de 2005 | Kitt Peak            | Spacewatch                                             |
| 187435 -          | 2005 WD53              | 25 de novembre de 2005 | Mount Lemmon         | Mount Lemmon Survey                                    |
| 187436 -          | 2005 WN57              | 30 de novembre de 2005 | Kitt Peak            | Spacewatch                                             |
| 187437 -          | 2005 WQ62              | 25 de novembre de 2005 | Catalina             | CSS                                                    |
| 187438 -          | 2005 WO65              | 26 de novembre de 2005 | Mount Lemmon         | Mount Lemmon Survey                                    |
| 187439 -          | 2005 WZ73              | 26 de novembre de 2005 | Catalina             | CSS                                                    |
| 187440 -          | 2005 WG81              | 26 de novembre de 2005 | Mount Lemmon         | Mount Lemmon Survey                                    |
| 187441 -          | 2005 WM84              | 26 de novembre de 2005 | Mount Lemmon         | Mount Lemmon Survey                                    |
| 187442 -          | 2005 WF96              | 26 de novembre de 2005 | Kitt Peak            | Spacewatch                                             |
| 187443 -          | 2005 WO97              | 26 de novembre de 2005 | Mount Lemmon         | Mount Lemmon Survey                                    |
| 187444 -          | 2005 WQ102             | 25 de novembre de 2005 | Catalina             | CSS                                                    |
| 187445 -          | 2005 WY107             | 28 de novembre de 2005 | Kitt Peak            | Spacewatch                                             |
| 187446 -          | 2005 WV115             | 30 de novembre de 2005 | Anderson Mesa        | LONEOS                                                 |
| 187447 -          | 2005 WD117             | 29 de novembre de 2005 | Goodricke-Pigott     | V. Reddy                                               |
| 187448 -          | 2005 WL120             | 29 de novembre de 2005 | Kitt Peak            | Spacewatch                                             |
| 187449 -          | 2005 WH132             | 25 de novembre de 2005 | Mount Lemmon         | Mount Lemmon Survey                                    |
| 187450 -          | 2005 WK155             | 29 de novembre de 2005 | Palomar              | NEAT                                                   |
| 187451 -          | 2005 WO165             | 29 de novembre de 2005 | Mount Lemmon         | Mount Lemmon Survey                                    |
| 187452 -          | 2005 WN179             | 21 de novembre de 2005 | Anderson Mesa        | LONEOS                                                 |
| 187453 -          | 2005 WP191             | 22 de novembre de 2005 | Catalina             | CSS                                                    |
| 187454 -          | 2005 WB192             | 25 de novembre de 2005 | Catalina             | CSS                                                    |
| 187455 -          | 2005 WD193             | 26 de novembre de 2005 | Catalina             | CSS                                                    |
| 187456 -          | 2005 XK5               | 4 de desembre de 2005  | Kitt Peak            | Spacewatch                                             |
| 187457 -          | 2005 XA17              | 1 de desembre de 2005  | Kitt Peak            | Spacewatch                                             |
| 187458 -          | 2005 XT23              | 2 de desembre de 2005  | Socorro              | LINEAR                                                 |
| 187459 -          | 2005 XO28              | 1 de desembre de 2005  | Catalina             | CSS                                                    |
| 187460 -          | 2005 XE53              | 4 de desembre de 2005  | Kitt Peak            | Spacewatch                                             |
| 187461 -          | 2005 XM65              | 7 de desembre de 2005  | Gnosca               | S. Sposetti                                            |
| 187462 -          | 2005 XV70              | 6 de desembre de 2005  | Kitt Peak            | Spacewatch                                             |
| 187463 -          | 2005 XX106             | 1 de desembre de 2005  | Kitt Peak            | M. W. Buie                                             |
| 187464 -          | 2005 YC10              | 21 de desembre de 2005 | Kitt Peak            | Spacewatch                                             |
| 187465 -          | 2005 YZ139             | 28 de desembre de 2005 | Kitt Peak            | Spacewatch                                             |
| 187466 -          | 2005 YR171             | 22 de desembre de 2005 | Catalina             | CSS                                                    |
| 187467 -          | 2005 YS250             | 28 de desembre de 2005 | Kitt Peak            | Spacewatch                                             |
| 187468 -          | 2006 AE24              | 5 de gener de 2006     | Socorro              | LINEAR                                                 |
| 187469 -          | 2006 BL53              | 25 de gener de 2006    | Kitt Peak            | Spacewatch                                             |
| 187470 -          | 2006 BH59              | 23 de gener de 2006    | Mount Lemmon         | Mount Lemmon Survey                                    |
| 187471 -          | 2006 BV72              | 23 de gener de 2006    | Kitt Peak            | Spacewatch                                             |
| 187472 -          | 2006 BP73              | 23 de gener de 2006    | Kitt Peak            | Spacewatch                                             |
| 187473 -          | 2006 BJ103             | 23 de gener de 2006    | Mount Lemmon         | Mount Lemmon Survey                                    |
| 187474 -          | 2006 BM116             | 26 de gener de 2006    | Kitt Peak            | Spacewatch                                             |
| 187475 -          | 2006 BV119             | 26 de gener de 2006    | Kitt Peak            | Spacewatch                                             |
| 187476 -          | 2006 BB213             | 30 de gener de 2006    | Bergisch Gladbach    | W. Bickel                                              |
| 187477 -          | 2006 BW232             | 31 de gener de 2006    | Kitt Peak            | Spacewatch                                             |
| 187478 -          | 2006 CY29              | 2 de febrer de 2006    | Kitt Peak            | Spacewatch                                             |
| 187479 -          | 2006 DA15              | 20 de febrer de 2006   | Kitt Peak            | Spacewatch                                             |
| 187480 -          | 2006 QX39              | 24 d'agost de 2006     | San Marcello         | San Marcello                                           |
| 187481 -          | 2006 QU116             | 27 d'agost de 2006     | Anderson Mesa        | LONEOS                                                 |
| 187482 -          | 2006 RY32              | 15 de setembre de 2006 | Kitt Peak            | Spacewatch                                             |
| 187483 -          | 2006 RO39              | 12 de setembre de 2006 | Catalina             | CSS                                                    |
| 187484 -          | 2006 RK97              | 15 de setembre de 2006 | Kitt Peak            | Spacewatch                                             |
| 187485 -          | 2006 SL18              | 17 de setembre de 2006 | Kitt Peak            | Spacewatch                                             |
| 187486 -          | 2006 SE54              | 16 de setembre de 2006 | Catalina             | CSS                                                    |
| 187487 -          | 2006 SM54              | 17 de setembre de 2006 | Kitt Peak            | Spacewatch                                             |
| 187488 -          | 2006 SZ185             | 25 de setembre de 2006 | Mount Lemmon         | Mount Lemmon Survey                                    |
| 187489 -          | 2006 SN206             | 25 de setembre de 2006 | Mount Lemmon         | Mount Lemmon Survey                                    |
| 187490 -          | 2006 SJ212             | 26 de setembre de 2006 | Kitt Peak            | Spacewatch                                             |
| 187491 -          | 2006 SU223             | 25 de setembre de 2006 | Mount Lemmon         | Mount Lemmon Survey                                    |
| 187492 -          | 2006 SP269             | 26 de setembre de 2006 | Mount Lemmon         | Mount Lemmon Survey                                    |
| 187493 -          | 2006 SQ275             | 28 de setembre de 2006 | Bergisch Gladbach    | W. Bickel                                              |
| 187494 -          | 2006 SP290             | 25 de setembre de 2006 | Kitt Peak            | Spacewatch                                             |
| 187495 -          | 2006 SN293             | 25 de setembre de 2006 | Kitt Peak            | Spacewatch                                             |
| 187496 -          | 2006 SP308             | 27 de setembre de 2006 | Kitt Peak            | Spacewatch                                             |
| 187497 -          | 2006 SK320             | 27 de setembre de 2006 | Kitt Peak            | Spacewatch                                             |
| 187498 -          | 2006 SQ326             | 27 de setembre de 2006 | Kitt Peak            | Spacewatch                                             |
| 187499 -          | 2006 SZ348             | 28 de setembre de 2006 | Kitt Peak            | Spacewatch                                             |
| 187500 -          | 2006 SX352             | 30 de setembre de 2006 | Catalina             | CSS                                                    |
| 187501-187600     |                        |                        |                      |                                                        |
| 187501 -          | 2006 SY352             | 30 de setembre de 2006 | Catalina             | CSS                                                    |
| 187502 -          | 2006 SG357             | 30 de setembre de 2006 | Catalina             | CSS                                                    |
| 187503 -          | 2006 SQ364             | 28 de setembre de 2006 | Mount Lemmon         | Mount Lemmon Survey                                    |
| 187504 -          | 2006 SO365             | 30 de setembre de 2006 | Mount Lemmon         | Mount Lemmon Survey                                    |
| 187505 -          | 2006 SX394             | 27 de setembre de 2006 | Mount Lemmon         | Mount Lemmon Survey                                    |
| 187506 -          | 2006 TB17              | 11 d'octubre de 2006   | Kitt Peak            | Spacewatch                                             |
| 187507 -          | 2006 TJ30              | 12 d'octubre de 2006   | Kitt Peak            | Spacewatch                                             |
| 187508 -          | 2006 TB43              | 12 d'octubre de 2006   | Kitt Peak            | Spacewatch                                             |
| 187509 -          | 2006 TT46              | 12 d'octubre de 2006   | Kitt Peak            | Spacewatch                                             |
| 187510 -          | 2006 TU48              | 12 d'octubre de 2006   | Kitt Peak            | Spacewatch                                             |
| 187511 -          | 2006 TE63              | 10 d'octubre de 2006   | Palomar              | NEAT                                                   |
| 187512 -          | 2006 TB77              | 11 d'octubre de 2006   | Palomar              | NEAT                                                   |
| 187513 -          | 2006 TG91              | 13 d'octubre de 2006   | Kitt Peak            | Spacewatch                                             |
| 187514 -          | 2006 TM94              | 15 d'octubre de 2006   | Lulin Observatory    | C.-S. Lin, Q.-z. Ye                                    |
| 187515 -          | 2006 TL97              | 13 d'octubre de 2006   | Kitt Peak            | Spacewatch                                             |
| 187516 -          | 2006 TH107             | 15 d'octubre de 2006   | Kitt Peak            | Spacewatch                                             |
| 187517 -          | 2006 TA109             | 2 d'octubre de 2006    | Mount Lemmon         | Mount Lemmon Survey                                    |
| 187518 -          | 2006 TD110             | 13 d'octubre de 2006   | Kitt Peak            | Spacewatch                                             |
| 187519 -          | 2006 UR5               | 16 d'octubre de 2006   | Catalina             | CSS                                                    |
| 187520 -          | 2006 UJ8               | 16 d'octubre de 2006   | Catalina             | CSS                                                    |
| 187521 -          | 2006 UL11              | 17 d'octubre de 2006   | Mount Lemmon         | Mount Lemmon Survey                                    |
| 187522 -          | 2006 UB12              | 17 d'octubre de 2006   | Mount Lemmon         | Mount Lemmon Survey                                    |
| 187523 -          | 2006 UC12              | 17 d'octubre de 2006   | Mount Lemmon         | Mount Lemmon Survey                                    |
| 187524 -          | 2006 UD34              | 16 d'octubre de 2006   | Kitt Peak            | Spacewatch                                             |
| 187525 -          | 2006 UU36              | 16 d'octubre de 2006   | Kitt Peak            | Spacewatch                                             |
| 187526 -          | 2006 UP40              | 16 d'octubre de 2006   | Kitt Peak            | Spacewatch                                             |
| 187527 -          | 2006 US45              | 16 d'octubre de 2006   | Kitt Peak            | Spacewatch                                             |
| 187528 -          | 2006 UM61              | 19 d'octubre de 2006   | Mount Lemmon         | Mount Lemmon Survey                                    |
| 187529 -          | 2006 UQ61              | 19 d'octubre de 2006   | Catalina             | CSS                                                    |
| 187530 -          | 2006 UG62              | 17 d'octubre de 2006   | Mount Lemmon         | Mount Lemmon Survey                                    |
| 187531 -          | 2006 UM63              | 20 d'octubre de 2006   | Nyukasa              | Nyukasa                                                |
| 187532 -          | 2006 UX64              | 23 d'octubre de 2006   | Kitami               | K. Endate                                              |
| 187533 -          | 2006 UQ80              | 17 d'octubre de 2006   | Mount Lemmon         | Mount Lemmon Survey                                    |
| 187534 -          | 2006 UU86              | 17 d'octubre de 2006   | Mount Lemmon         | Mount Lemmon Survey                                    |
| 187535 -          | 2006 UH87              | 17 d'octubre de 2006   | Mount Lemmon         | Mount Lemmon Survey                                    |
| 187536 -          | 2006 UH89              | 17 d'octubre de 2006   | Kitt Peak            | Spacewatch                                             |
| 187537 -          | 2006 UV93              | 18 d'octubre de 2006   | Kitt Peak            | Spacewatch                                             |
| 187538 -          | 2006 UA98              | 18 d'octubre de 2006   | Kitt Peak            | Spacewatch                                             |
| 187539 -          | 2006 UC98              | 18 d'octubre de 2006   | Kitt Peak            | Spacewatch                                             |
| 187540 -          | 2006 UQ115             | 19 d'octubre de 2006   | Kitt Peak            | Spacewatch                                             |
| 187541 -          | 2006 UX149             | 20 d'octubre de 2006   | Catalina             | CSS                                                    |
| 187542 -          | 2006 UC183             | 17 d'octubre de 2006   | Catalina             | CSS                                                    |
| 187543 -          | 2006 UV191             | 19 d'octubre de 2006   | Catalina             | CSS                                                    |
| 187544 -          | 2006 UP200             | 21 d'octubre de 2006   | Kitt Peak            | Spacewatch                                             |
| 187545 -          | 2006 UA218             | 30 d'octubre de 2006   | Kitami               | K. Endate                                              |
| 187546 -          | 2006 UV221             | 17 d'octubre de 2006   | Mount Lemmon         | Mount Lemmon Survey                                    |
| 187547 -          | 2006 UG230             | 21 d'octubre de 2006   | Palomar              | NEAT                                                   |
| 187548 -          | 2006 UJ240             | 23 d'octubre de 2006   | Kitt Peak            | Spacewatch                                             |
| 187549 -          | 2006 UX240             | 23 d'octubre de 2006   | Mount Lemmon         | Mount Lemmon Survey                                    |
| 187550 -          | 2006 UW248             | 27 d'octubre de 2006   | Mount Lemmon         | Mount Lemmon Survey                                    |
| 187551 -          | 2006 UX255             | 27 d'octubre de 2006   | Mount Lemmon         | Mount Lemmon Survey                                    |
| 187552 -          | 2006 UB273             | 27 d'octubre de 2006   | Kitt Peak            | Spacewatch                                             |
| 187553 -          | 2006 VG12              | 11 de novembre de 2006 | Mount Lemmon         | Mount Lemmon Survey                                    |
| 187554 -          | 2006 VT12              | 11 de novembre de 2006 | Goodricke-Pigott     | R. A. Tucker                                           |
| 187555 -          | 2006 VJ15              | 9 de novembre de 2006  | Kitt Peak            | Spacewatch                                             |
| 187556 -          | 2006 VZ22              | 10 de novembre de 2006 | Kitt Peak            | Spacewatch                                             |
| 187557 -          | 2006 VO24              | 10 de novembre de 2006 | Kitt Peak            | Spacewatch                                             |
| 187558 -          | 2006 VK50              | 10 de novembre de 2006 | Kitt Peak            | Spacewatch                                             |
| 187559 -          | 2006 VV51              | 10 de novembre de 2006 | Altschwendt          | W. Ries                                                |
| 187560 -          | 2006 VO60              | 11 de novembre de 2006 | Mount Lemmon         | Mount Lemmon Survey                                    |
| 187561 -          | 2006 VV60              | 11 de novembre de 2006 | Kitt Peak            | Spacewatch                                             |
| 187562 -          | 2006 VR67              | 11 de novembre de 2006 | Kitt Peak            | Spacewatch                                             |
| 187563 -          | 2006 VJ73              | 11 de novembre de 2006 | Kitt Peak            | Spacewatch                                             |
| 187564 -          | 2006 VL79              | 12 de novembre de 2006 | Mount Lemmon         | Mount Lemmon Survey                                    |
| 187565 -          | 2006 VT79              | 12 de novembre de 2006 | Mount Lemmon         | Mount Lemmon Survey                                    |
| 187566 -          | 2006 VD89              | 14 de novembre de 2006 | Kitt Peak            | Spacewatch                                             |
| 187567 -          | 2006 VE94              | 15 de novembre de 2006 | Catalina             | CSS                                                    |
| 187568 -          | 2006 VU99              | 11 de novembre de 2006 | Catalina             | CSS                                                    |
| 187569 -          | 2006 VL107             | 13 de novembre de 2006 | Kitt Peak            | Spacewatch                                             |
| 187570 -          | 2006 VS123             | 14 de novembre de 2006 | Kitt Peak            | Spacewatch                                             |
| 187571 -          | 2006 VV123             | 14 de novembre de 2006 | Kitt Peak            | Spacewatch                                             |
| 187572 -          | 2006 VV142             | 14 de novembre de 2006 | Socorro              | LINEAR                                                 |
| 187573 -          | 2006 VN147             | 15 de novembre de 2006 | Catalina             | CSS                                                    |
| 187574 -          | 2006 VC153             | 8 de novembre de 2006  | Palomar              | NEAT                                                   |
| 187575 -          | 2006 VW153             | 8 de novembre de 2006  | Palomar              | NEAT                                                   |
| 187576 -          | 2006 WK9               | 16 de novembre de 2006 | Kitt Peak            | Spacewatch                                             |
| 187577 -          | 2006 WR20              | 17 de novembre de 2006 | Mount Lemmon         | Mount Lemmon Survey                                    |
| 187578 -          | 2006 WQ26              | 18 de novembre de 2006 | Socorro              | LINEAR                                                 |
| 187579 -          | 2006 WA27              | 18 de novembre de 2006 | Socorro              | LINEAR                                                 |
| 187580 -          | 2006 WJ35              | 16 de novembre de 2006 | Kitt Peak            | Spacewatch                                             |
| 187581 -          | 2006 WP39              | 16 de novembre de 2006 | Kitt Peak            | Spacewatch                                             |
| 187582 -          | 2006 WN46              | 16 de novembre de 2006 | Kitt Peak            | Spacewatch                                             |
| 187583 -          | 2006 WM51              | 16 de novembre de 2006 | Kitt Peak            | Spacewatch                                             |
| 187584 -          | 2006 WM64              | 17 de novembre de 2006 | Mount Lemmon         | Mount Lemmon Survey                                    |
| 187585 -          | 2006 WC82              | 18 de novembre de 2006 | Kitt Peak            | Spacewatch                                             |
| 187586 -          | 2006 WD88              | 18 de novembre de 2006 | Mount Lemmon         | Mount Lemmon Survey                                    |
| 187587 -          | 2006 WJ88              | 18 de novembre de 2006 | Socorro              | LINEAR                                                 |
| 187588 -          | 2006 WV88              | 18 de novembre de 2006 | Kitt Peak            | Spacewatch                                             |
| 187589 -          | 2006 WH98              | 19 de novembre de 2006 | Kitt Peak            | Spacewatch                                             |
| 187590 -          | 2006 WY104             | 19 de novembre de 2006 | Kitt Peak            | Spacewatch                                             |
| 187591 -          | 2006 WA106             | 19 de novembre de 2006 | Kitt Peak            | Spacewatch                                             |
| 187592 -          | 2006 WN115             | 20 de novembre de 2006 | Kitt Peak            | Spacewatch                                             |
| 187593 -          | 2006 WY117             | 20 de novembre de 2006 | Mount Lemmon         | Mount Lemmon Survey                                    |
| 187594 -          | 2006 WA128             | 24 de novembre de 2006 | Nyukasa              | Nyukasa                                                |
| 187595 -          | 2006 WE128             | 24 de novembre de 2006 | Nyukasa              | Nyukasa                                                |
| 187596 -          | 2006 WG149             | 20 de novembre de 2006 | Kitt Peak            | Spacewatch                                             |
| 187597 -          | 2006 WW182             | 24 de novembre de 2006 | Kitt Peak            | Spacewatch                                             |
| 187598 -          | 2006 WZ190             | 25 de novembre de 2006 | Catalina             | CSS                                                    |
| 187599 -          | 2006 XZ9               | 9 de desembre de 2006  | Kitt Peak            | Spacewatch                                             |
| 187600 -          | 2006 XG15              | 10 de desembre de 2006 | Kitt Peak            | Spacewatch                                             |
| 187601-187700     |                        |                        |                      |                                                        |
| 187601 -          | 2006 XQ25              | 12 de desembre de 2006 | Mount Lemmon         | Mount Lemmon Survey                                    |
| 187602 -          | 2006 XY27              | 13 de desembre de 2006 | Mount Lemmon         | Mount Lemmon Survey                                    |
| 187603 -          | 2006 XK38              | 11 de desembre de 2006 | Kitt Peak            | Spacewatch                                             |
| 187604 -          | 2006 XN63              | 6 de desembre de 2006  | Palomar              | NEAT                                                   |
| 187605 -          | 2006 XR65              | 12 de desembre de 2006 | Palomar              | NEAT                                                   |
| 187606 -          | 2006 XB69              | 12 de desembre de 2006 | Mount Lemmon         | Mount Lemmon Survey                                    |
| 187607 -          | 2006 YB13              | 21 de desembre de 2006 | Kitt Peak            | Spacewatch                                             |
| 187608 -          | 2006 YZ14              | 16 de desembre de 2006 | Mount Lemmon         | Mount Lemmon Survey                                    |
| 187609 -          | 2006 YX30              | 21 de desembre de 2006 | Kitt Peak            | Spacewatch                                             |
| 187610 -          | 2006 YK37              | 21 de desembre de 2006 | Kitt Peak            | Spacewatch                                             |
| 187611 -          | 2007 AJ1               | 8 de gener de 2007     | Mount Lemmon         | Mount Lemmon Survey                                    |
| 187612 -          | 2007 AN6               | 8 de gener de 2007     | Kitt Peak            | Spacewatch                                             |
| 187613 -          | 2007 AU13              | 9 de gener de 2007     | Mount Lemmon         | Mount Lemmon Survey                                    |
| 187614 -          | 2007 AX14              | 10 de gener de 2007    | Mount Lemmon         | Mount Lemmon Survey                                    |
| 187615 -          | 2007 AG16              | 10 de gener de 2007    | Kitt Peak            | Spacewatch                                             |
| 187616 -          | 2007 AK17              | 15 de gener de 2007    | Catalina             | CSS                                                    |
| 187617 -          | 2007 AE18              | 8 de gener de 2007     | Catalina             | CSS                                                    |
| 187618 -          | 2007 AM22              | 14 de gener de 2007    | Nyukasa              | Nyukasa                                                |
| 187619 -          | 2007 AA23              | 10 de gener de 2007    | Mount Lemmon         | Mount Lemmon Survey                                    |
| 187620 -          | 2007 AH26              | 10 de gener de 2007    | Kitt Peak            | Spacewatch                                             |
| 187621 -          | 2007 AY26              | 14 de gener de 2007    | Socorro              | LINEAR                                                 |
| 187622 -          | 2007 BL9               | 17 de gener de 2007    | Palomar              | NEAT                                                   |
| 187623 -          | 2007 BM10              | 17 de gener de 2007    | Palomar              | NEAT                                                   |
| 187624 -          | 2007 BH17              | 17 de gener de 2007    | Palomar              | NEAT                                                   |
| 187625 -          | 2007 BF19              | 21 de gener de 2007    | Socorro              | LINEAR                                                 |
| 187626 -          | 2007 BB22              | 24 de gener de 2007    | Socorro              | LINEAR                                                 |
| 187627 -          | 2007 BE30              | 24 de gener de 2007    | Catalina             | CSS                                                    |
| 187628 -          | 2007 BX36              | 24 de gener de 2007    | Catalina             | CSS                                                    |
| 187629 -          | 2007 BY43              | 24 de gener de 2007    | Catalina             | CSS                                                    |
| 187630 -          | 2007 BQ50              | 23 de gener de 2007    | Anderson Mesa        | LONEOS                                                 |
| 187631 -          | 2007 BS63              | 27 de gener de 2007    | Mount Lemmon         | Mount Lemmon Survey                                    |
| 187632 -          | 2007 BA66              | 27 de gener de 2007    | Mount Lemmon         | Mount Lemmon Survey                                    |
| 187633 -          | 2007 BG66              | 27 de gener de 2007    | Mount Lemmon         | Mount Lemmon Survey                                    |
| 187634 -          | 2007 CE                | 6 de febrer de 2007    | Kitt Peak            | Spacewatch                                             |
| 187635 -          | 2007 CH2               | 6 de febrer de 2007    | Kitt Peak            | Spacewatch                                             |
| 187636 -          | 2007 CF13              | 6 de febrer de 2007    | Lulin Observatory    | H.-C. Lin, Q.-z. Ye                                    |
| 187637 -          | 2007 CC25              | 8 de febrer de 2007    | Catalina             | CSS                                                    |
| 187638 -          | 2007 CH26              | 11 de febrer de 2007   | CBA-NOVAC            | CBA-NOVAC                                              |
| 187639 -          | 2007 CV28              | 6 de febrer de 2007    | Mount Lemmon         | Mount Lemmon Survey                                    |
| 187640 -          | 2007 CF31              | 6 de febrer de 2007    | Mount Lemmon         | Mount Lemmon Survey                                    |
| 187641 -          | 2007 CV36              | 6 de febrer de 2007    | Mount Lemmon         | Mount Lemmon Survey                                    |
| 187642 -          | 2007 CP40              | 7 de febrer de 2007    | Kitt Peak            | Spacewatch                                             |
| 187643 -          | 2007 CU45              | 8 de febrer de 2007    | Palomar              | NEAT                                                   |
| 187644 -          | 2007 DA1               | 16 de febrer de 2007   | Calvin-Rehoboth      | Calvin College                                         |
| 187645 -          | 2007 DB1               | 16 de febrer de 2007   | Calvin-Rehoboth      | Calvin College                                         |
| 187646 -          | 2007 DB3               | 16 de febrer de 2007   | Catalina             | CSS                                                    |
| 187647 -          | 2007 DN16              | 17 de febrer de 2007   | Kitt Peak            | Spacewatch                                             |
| 187648 -          | 2007 DC24              | 17 de febrer de 2007   | Kitt Peak            | Spacewatch                                             |
| 187649 -          | 2007 DG77              | 22 de febrer de 2007   | Catalina             | CSS                                                    |
| 187650 -          | 2007 DA78              | 23 de febrer de 2007   | Catalina             | CSS                                                    |
| 187651 -          | 2007 DU91              | 23 de febrer de 2007   | Mount Lemmon         | Mount Lemmon Survey                                    |
| 187652 -          | 2007 EP19              | 10 de març de 2007     | Mount Lemmon         | Mount Lemmon Survey                                    |
| 187653 -          | 2007 EN31              | 10 de març de 2007     | Kitt Peak            | Spacewatch                                             |
| 187654 -          | 2007 EQ61              | 10 de març de 2007     | Kitt Peak            | Spacewatch                                             |
| 187655 -          | 2007 EZ103             | 11 de març de 2007     | Mount Lemmon         | Mount Lemmon Survey                                    |
| 187656 -          | 2007 EM107             | 11 de març de 2007     | Kitt Peak            | Spacewatch                                             |
| 187657 -          | 2007 ER148             | 12 de març de 2007     | Mount Lemmon         | Mount Lemmon Survey                                    |
| 187658 -          | 2007 EV161             | 15 de març de 2007     | Mount Lemmon         | Mount Lemmon Survey                                    |
| 187659 -          | 2007 EN186             | 15 de març de 2007     | Mount Lemmon         | Mount Lemmon Survey                                    |
| 187660 -          | 2007 JE8               | 9 de maig de 2007      | Mount Lemmon         | Mount Lemmon Survey                                    |
| 187661 -          | 2007 JG43              | 10 de maig de 2007     | Palomar              | M. E. Schwamb, M. E. Brown, D. Rabinowitz              |
| 187662 -          | 2007 JU44              | 10 de maig de 2007     | Mount Lemmon         | Mount Lemmon Survey                                    |
| 187663 -          | 2007 WM20              | 18 de novembre de 2007 | Mount Lemmon         | Mount Lemmon Survey                                    |
| 187664 -          | 2007 WQ52              | 20 de novembre de 2007 | Mount Lemmon         | Mount Lemmon Survey                                    |
| 187665 -          | 2008 AY49              | 11 de gener de 2008    | Kitt Peak            | Spacewatch                                             |
| 187666 -          | 2008 BM18              | 30 de gener de 2008    | Mount Lemmon         | Mount Lemmon Survey                                    |
| 187667 -          | 2008 BZ38              | 31 de gener de 2008    | Mount Lemmon         | Mount Lemmon Survey                                    |
| 187668 -          | 2008 BB39              | 30 de gener de 2008    | OAM                  | OAM                                                    |
| 187669 -          | 2008 CK5               | 5 de febrer de 2008    | OAM                  | OAM                                                    |
| 187670 -          | 2008 CL18              | 3 de febrer de 2008    | Kitt Peak            | Spacewatch                                             |
| 187671 -          | 2008 CJ37              | 2 de febrer de 2008    | Kitt Peak            | Spacewatch                                             |
| 187672 -          | 2008 CT41              | 2 de febrer de 2008    | Kitt Peak            | Spacewatch                                             |
| 187673 -          | 2008 CO70              | 9 de febrer de 2008    | RAS                  | W. G. Dillon                                           |
| 187674 -          | 2008 CZ74              | 10 de febrer de 2008   | Bergisch Gladbach    | W. Bickel                                              |
| 187675 -          | 2008 CN85              | 7 de febrer de 2008    | Kitt Peak            | Spacewatch                                             |
| 187676 -          | 2008 CG91              | 8 de febrer de 2008    | Kitt Peak            | Spacewatch                                             |
| 187677 -          | 2008 CF142             | 8 de febrer de 2008    | Kitt Peak            | Spacewatch                                             |
| 187678 -          | 2008 CS156             | 9 de febrer de 2008    | Kitt Peak            | Spacewatch                                             |
| 187679 Folinsbee  | 2008 DC5               | 28 de febrer de 2008   | RAS                  | A. Lowe                                                |
| 187680 Stelck     | 2008 DE5               | 28 de febrer de 2008   | RAS                  | A. Lowe                                                |
| 187681 -          | 2008 DP11              | 26 de febrer de 2008   | Kitt Peak            | Spacewatch                                             |
| 187682 -          | 2008 DV12              | 26 de febrer de 2008   | Kitt Peak            | Spacewatch                                             |
| 187683 -          | 2008 DE15              | 26 de febrer de 2008   | Mount Lemmon         | Mount Lemmon Survey                                    |
| 187684 -          | 2008 DW16              | 27 de febrer de 2008   | Mount Lemmon         | Mount Lemmon Survey                                    |
| 187685 -          | 2008 DO21              | 28 de febrer de 2008   | Kitt Peak            | Spacewatch                                             |
| 187686 -          | 2008 DJ26              | 26 de febrer de 2008   | Kitt Peak            | Spacewatch                                             |
| 187687 -          | 2008 DV31              | 27 de febrer de 2008   | Kitt Peak            | Spacewatch                                             |
| 187688 -          | 2008 DR33              | 27 de febrer de 2008   | Kitt Peak            | Spacewatch                                             |
| 187689 -          | 2008 DS40              | 27 de febrer de 2008   | Kitt Peak            | Spacewatch                                             |
| 187690 -          | 2008 DT46              | 28 de febrer de 2008   | Kitt Peak            | Spacewatch                                             |
| 187691 -          | 2008 DT47              | 28 de febrer de 2008   | Mount Lemmon         | Mount Lemmon Survey                                    |
| 187692 -          | 2008 DM56              | 29 de febrer de 2008   | Kitt Peak            | Spacewatch                                             |
| 187693 -          | 2008 DG58              | 27 de febrer de 2008   | Socorro              | LINEAR                                                 |
| 187694 -          | 2008 DN59              | 27 de febrer de 2008   | Mount Lemmon         | Mount Lemmon Survey                                    |
| 187695 -          | 2008 DP68              | 29 de febrer de 2008   | Kitt Peak            | Spacewatch                                             |
| 187696 -          | 2008 DU69              | 29 de febrer de 2008   | Kitt Peak            | Spacewatch                                             |
| 187697 -          | 2008 DZ73              | 27 de febrer de 2008   | Mount Lemmon         | Mount Lemmon Survey                                    |
| 187698 -          | 2008 DM79              | 28 de febrer de 2008   | Catalina             | CSS                                                    |
| 187699 -          | 2008 EF1               | 3 de març de 2008      | Chante-Perdrix       | Chante-Perdrix                                         |
| 187700 -          | 2008 EG8               | 2 de març de 2008      | OAM                  | OAM                                                    |
| 187701-187800     |                        |                        |                      |                                                        |
| 187701 -          | 2008 EU16              | 1 de març de 2008      | Kitt Peak            | Spacewatch                                             |
| 187702 -          | 2008 EM19              | 2 de març de 2008      | Kitt Peak            | Spacewatch                                             |
| 187703 -          | 2008 EC20              | 2 de març de 2008      | Kitt Peak            | Spacewatch                                             |
| 187704 -          | 2008 EC25              | 3 de març de 2008      | Mount Lemmon         | Mount Lemmon Survey                                    |
| 187705 -          | 2008 EV28              | 4 de març de 2008      | Mount Lemmon         | Mount Lemmon Survey                                    |
| 187706 -          | 2008 EU34              | 2 de març de 2008      | Kitt Peak            | Spacewatch                                             |
| 187707 -          | 2008 EQ35              | 2 de març de 2008      | XuYi                 | PMO NEO Survey Program                                 |
| 187708 -          | 2008 EJ36              | 3 de març de 2008      | Kitt Peak            | Spacewatch                                             |
| 187709 -          | 2008 EW36              | 3 de març de 2008      | XuYi                 | PMO NEO Survey Program                                 |
| 187710 -          | 2008 EM47              | 5 de març de 2008      | Mount Lemmon         | Mount Lemmon Survey                                    |
| 187711 -          | 2008 EU47              | 5 de març de 2008      | Kitt Peak            | Spacewatch                                             |
| 187712 -          | 2008 ET54              | 6 de març de 2008      | Kitt Peak            | Spacewatch                                             |
| 187713 -          | 2008 ES56              | 7 de març de 2008      | Catalina             | CSS                                                    |
| 187714 -          | 2008 EU76              | 7 de març de 2008      | Kitt Peak            | Spacewatch                                             |
| 187715 -          | 2008 EZ77              | 7 de març de 2008      | Kitt Peak            | Spacewatch                                             |
| 187716 -          | 2008 ED81              | 10 de març de 2008     | Kitt Peak            | Spacewatch                                             |
| 187717 -          | 2008 ED82              | 5 de març de 2008      | Socorro              | LINEAR                                                 |
| 187718 -          | 2008 EB83              | 8 de març de 2008      | Socorro              | LINEAR                                                 |
| 187719 -          | 2008 EG83              | 8 de març de 2008      | Socorro              | LINEAR                                                 |
| 187720 -          | 2008 EX85              | 7 de març de 2008      | Catalina             | CSS                                                    |
| 187721 -          | 2008 EJ123             | 9 de març de 2008      | Kitt Peak            | Spacewatch                                             |
| 187722 -          | 2008 EN136             | 11 de març de 2008     | Kitt Peak            | Spacewatch                                             |
| 187723 -          | 2008 EN146             | 5 de març de 2008      | Mount Lemmon         | Mount Lemmon Survey                                    |
| 187724 -          | 2008 FC38              | 28 de març de 2008     | Kitt Peak            | Spacewatch                                             |
| 187725 -          | 2008 FV40              | 28 de març de 2008     | Kitt Peak            | Spacewatch                                             |
| 187726 -          | 2008 FX52              | 28 de març de 2008     | Mount Lemmon         | Mount Lemmon Survey                                    |
| 187727 -          | 2008 FW55              | 28 de març de 2008     | Mount Lemmon         | Mount Lemmon Survey                                    |
| 187728 -          | 2008 FR58              | 28 de març de 2008     | Mount Lemmon         | Mount Lemmon Survey                                    |
| 187729 -          | 2008 FO61              | 30 de març de 2008     | Catalina             | CSS                                                    |
| 187730 -          | 2008 FX66              | 28 de març de 2008     | Kitt Peak            | Spacewatch                                             |
| 187731 -          | 2008 FH76              | 31 de març de 2008     | Catalina             | CSS                                                    |
| 187732 -          | 2008 FM80              | 27 de març de 2008     | Mount Lemmon         | Mount Lemmon Survey                                    |
| 187733 -          | 2008 FW80              | 27 de març de 2008     | Mount Lemmon         | Mount Lemmon Survey                                    |
| 187734 -          | 2008 FF104             | 30 de març de 2008     | Kitt Peak            | Spacewatch                                             |
| 187735 -          | 2008 FD106             | 31 de març de 2008     | Kitt Peak            | Spacewatch                                             |
| 187736 -          | 2008 FA114             | 31 de març de 2008     | Kitt Peak            | Spacewatch                                             |
| 187737 -          | 2153 P-L               | 24 de setembre de 1960 | Palomar              | C. J. van Houten, I. van Houten-Groeneveld, T. Gehrels |
| 187738 -          | 5031 P-L               | 17 d'octubre de 1960   | Palomar              | C. J. van Houten, I. van Houten-Groeneveld, T. Gehrels |
| 187739 -          | 1168 T-1               | 25 de març de 1971     | Palomar              | C. J. van Houten, I. van Houten-Groeneveld, T. Gehrels |
| 187740 -          | 1224 T-2               | 29 de setembre de 1973 | Palomar              | C. J. van Houten, I. van Houten-Groeneveld, T. Gehrels |
| 187741 -          | 2100 T-3               | 16 d'octubre de 1977   | Palomar              | C. J. van Houten, I. van Houten-Groeneveld, T. Gehrels |
| 187742 -          | 2351 T-3               | 16 d'octubre de 1977   | Palomar              | C. J. van Houten, I. van Houten-Groeneveld, T. Gehrels |
| 187743 -          | 3562 T-3               | 16 d'octubre de 1977   | Palomar              | C. J. van Houten, I. van Houten-Groeneveld, T. Gehrels |
| 187744 -          | 4085 T-3               | 16 d'octubre de 1977   | Palomar              | C. J. van Houten, I. van Houten-Groeneveld, T. Gehrels |
| 187745 -          | 5137 T-3               | 16 d'octubre de 1977   | Palomar              | C. J. van Houten, I. van Houten-Groeneveld, T. Gehrels |
| 187746 -          | 1976 DC                | 27 de febrer de 1976   | La Silla             | R. M. West                                             |
| 187747 -          | 1993 FS21              | 21 de març de 1993     | La Silla             | UESAC                                                  |
| 187748 -          | 1993 FW33              | 19 de març de 1993     | La Silla             | UESAC                                                  |
| 187749 -          | 1993 FC61              | 19 de març de 1993     | La Silla             | UESAC                                                  |
| 187750 -          | 1994 WB7               | 28 de novembre de 1994 | Kitt Peak            | Spacewatch                                             |
| 187751 -          | 1995 GG3               | 2 d'abril de 1995      | Kitt Peak            | Spacewatch                                             |
| 187752 -          | 1995 MF6               | 24 de juny de 1995     | Kitt Peak            | Spacewatch                                             |
| 187753 -          | 1995 SF49              | 22 de setembre de 1995 | Kitt Peak            | Spacewatch                                             |
| 187754 -          | 1995 YV7               | 16 de desembre de 1995 | Kitt Peak            | Spacewatch                                             |
| 187755 -          | 1996 HN17              | 18 d'abril de 1996     | La Silla             | E. W. Elst                                             |
| 187756 -          | 1996 RX18              | 15 de setembre de 1996 | Kitt Peak            | Spacewatch                                             |
| 187757 -          | 1996 UH4               | 29 d'octubre de 1996   | Xinglong             | Beijing Schmidt CCD Asteroid Program                   |
| 187758 -          | 1996 VU11              | 4 de novembre de 1996  | Kitt Peak            | Spacewatch                                             |
| 187759 -          | 1996 XD8               | 1 de desembre de 1996  | Kitt Peak            | Spacewatch                                             |
| 187760 -          | 1997 BD6               | 31 de gener de 1997    | Kitt Peak            | Spacewatch                                             |
| 187761 -          | 1997 NX4               | 8 de juliol de 1997    | Caussols             | ODAS                                                   |
| 187762 -          | 1997 WQ5               | 23 de novembre de 1997 | Kitt Peak            | Spacewatch                                             |
| 187763 -          | 1998 BS17              | 22 de gener de 1998    | Kitt Peak            | Spacewatch                                             |
| 187764 -          | 1998 BF20              | 22 de gener de 1998    | Kitt Peak            | Spacewatch                                             |
| 187765 -          | 1998 BX38              | 29 de gener de 1998    | Kitt Peak            | Spacewatch                                             |
| 187766 -          | 1998 DV17              | 23 de febrer de 1998   | Kitt Peak            | Spacewatch                                             |
| 187767 -          | 1998 QP4               | 22 d'agost de 1998     | Xinglong             | Beijing Schmidt CCD Asteroid Program                   |
| 187768 -          | 1998 QM72              | 24 d'agost de 1998     | Socorro              | LINEAR                                                 |
| 187769 -          | 1998 RX29              | 14 de setembre de 1998 | Socorro              | LINEAR                                                 |
| 187770 -          | 1998 RU41              | 14 de setembre de 1998 | Socorro              | LINEAR                                                 |
| 187771 -          | 1998 RP52              | 14 de setembre de 1998 | Socorro              | LINEAR                                                 |
| 187772 -          | 1998 RG70              | 14 de setembre de 1998 | Socorro              | LINEAR                                                 |
| 187773 -          | 1998 RQ71              | 14 de setembre de 1998 | Socorro              | LINEAR                                                 |
| 187774 -          | 1998 SR6               | 20 de setembre de 1998 | Kitt Peak            | Spacewatch                                             |
| 187775 -          | 1998 SQ21              | 21 de setembre de 1998 | Kitt Peak            | Spacewatch                                             |
| 187776 -          | 1998 SH55              | 16 de setembre de 1998 | Anderson Mesa        | LONEOS                                                 |
| 187777 -          | 1998 SZ70              | 21 de setembre de 1998 | La Silla             | E. W. Elst                                             |
| 187778 -          | 1998 SJ88              | 26 de setembre de 1998 | Socorro              | LINEAR                                                 |
| 187779 -          | 1998 SO88              | 26 de setembre de 1998 | Socorro              | LINEAR                                                 |
| 187780 -          | 1998 SC109             | 26 de setembre de 1998 | Socorro              | LINEAR                                                 |
| 187781 -          | 1998 SM112             | 26 de setembre de 1998 | Socorro              | LINEAR                                                 |
| 187782 -          | 1998 SB120             | 26 de setembre de 1998 | Socorro              | LINEAR                                                 |
| 187783 -          | 1998 SF120             | 26 de setembre de 1998 | Socorro              | LINEAR                                                 |
| 187784 -          | 1998 SL148             | 26 de setembre de 1998 | Socorro              | LINEAR                                                 |
| 187785 -          | 1998 SM159             | 26 de setembre de 1998 | Socorro              | LINEAR                                                 |
| 187786 -          | 1998 SB165             | 22 de setembre de 1998 | Anderson Mesa        | LONEOS                                                 |
| 187787 -          | 1998 SR168             | 17 de setembre de 1998 | Anderson Mesa        | LONEOS                                                 |
| 187788 -          | 1998 SA169             | 22 de setembre de 1998 | Anderson Mesa        | LONEOS                                                 |
| 187789 -          | 1998 UN31              | 22 d'octubre de 1998   | Xinglong             | Beijing Schmidt CCD Asteroid Program                   |
| 187790 -          | 1998 UH36              | 28 d'octubre de 1998   | Socorro              | LINEAR                                                 |
| 187791 -          | 1998 VO1               | 10 de novembre de 1998 | Socorro              | LINEAR                                                 |
| 187792 -          | 1999 AV3               | 10 de gener de 1999    | Oizumi               | T. Kobayashi                                           |
| 187793 -          | 1999 BL10              | 23 de gener de 1999    | Višnjan Observatory  | K. Korlević                                            |
| 187794 -          | 1999 CM28              | 10 de febrer de 1999   | Socorro              | LINEAR                                                 |
| 187795 -          | 1999 CB97              | 10 de febrer de 1999   | Socorro              | LINEAR                                                 |
| 187796 -          | 1999 CS132             | 8 de febrer de 1999    | Kitt Peak            | Spacewatch                                             |
| 187797 -          | 1999 CS133             | 7 de febrer de 1999    | Kitt Peak            | Spacewatch                                             |
| 187798 -          | 1999 FW15              | 20 de març de 1999     | Kitt Peak            | Spacewatch                                             |
| 187799 -          | 1999 FK16              | 21 de març de 1999     | Kitt Peak            | Spacewatch                                             |
| 187800 -          | 1999 GZ13              | 14 d'abril de 1999     | Kitt Peak            | Spacewatch                                             |
| 187801-187900     |                        |                        |                      |                                                        |
| 187801 -          | 1999 HZ5               | 18 d'abril de 1999     | Kitt Peak            | Spacewatch                                             |
| 187802 -          | 1999 JU2               | 8 de maig de 1999      | Xinglong             | Beijing Schmidt CCD Asteroid Program                   |
| 187803 -          | 1999 JN8               | 14 de maig de 1999     | Socorro              | LINEAR                                                 |
| 187804 -          | 1999 OB2               | 22 de juliol de 1999   | Socorro              | LINEAR                                                 |
| 187805 -          | 1999 RR32              | 8 de setembre de 1999  | Bologna              | Osservatorio San Vittore                               |
| 187806 -          | 1999 RB51              | 7 de setembre de 1999  | Socorro              | LINEAR                                                 |
| 187807 -          | 1999 RM189             | 9 de setembre de 1999  | Socorro              | LINEAR                                                 |
| 187808 -          | 1999 RA214             | 13 de setembre de 1999 | Kitt Peak            | Spacewatch                                             |
| 187809 -          | 1999 TS16              | 14 d'octubre de 1999   | Ondřejov             | L. Šarounová                                           |
| 187810 -          | 1999 TC18              | 10 d'octubre de 1999   | Xinglong             | Beijing Schmidt CCD Asteroid Program                   |
| 187811 -          | 1999 TX77              | 10 d'octubre de 1999   | Kitt Peak            | Spacewatch                                             |
| 187812 -          | 1999 TU131             | 6 d'octubre de 1999    | Socorro              | LINEAR                                                 |
| 187813 -          | 1999 TR154             | 7 d'octubre de 1999    | Socorro              | LINEAR                                                 |
| 187814 -          | 1999 TL159             | 9 d'octubre de 1999    | Socorro              | LINEAR                                                 |
| 187815 -          | 1999 TH164             | 10 d'octubre de 1999   | Socorro              | LINEAR                                                 |
| 187816 -          | 1999 TL177             | 10 d'octubre de 1999   | Socorro              | LINEAR                                                 |
| 187817 -          | 1999 TP225             | 2 d'octubre de 1999    | Kitt Peak            | Spacewatch                                             |
| 187818 -          | 1999 TA229             | 3 d'octubre de 1999    | Catalina             | CSS                                                    |
| 187819 -          | 1999 TD244             | 7 d'octubre de 1999    | Catalina             | CSS                                                    |
| 187820 -          | 1999 TP253             | 10 d'octubre de 1999   | Socorro              | LINEAR                                                 |
| 187821 -          | 1999 TS260             | 11 d'octubre de 1999   | Kitt Peak            | Spacewatch                                             |
| 187822 -          | 1999 UH7               | 30 d'octubre de 1999   | Socorro              | LINEAR                                                 |
| 187823 -          | 1999 UK16              | 29 d'octubre de 1999   | Catalina             | CSS                                                    |
| 187824 -          | 1999 UH32              | 31 d'octubre de 1999   | Kitt Peak            | Spacewatch                                             |
| 187825 -          | 1999 UP32              | 31 d'octubre de 1999   | Kitt Peak            | Spacewatch                                             |
| 187826 -          | 1999 US32              | 31 d'octubre de 1999   | Kitt Peak            | Spacewatch                                             |
| 187827 -          | 1999 UW33              | 31 d'octubre de 1999   | Kitt Peak            | Spacewatch                                             |
| 187828 -          | 1999 VX21              | 12 de novembre de 1999 | Višnjan Observatory  | K. Korlević                                            |
| 187829 -          | 1999 VT58              | 4 de novembre de 1999  | Socorro              | LINEAR                                                 |
| 187830 -          | 1999 VG61              | 4 de novembre de 1999  | Socorro              | LINEAR                                                 |
| 187831 -          | 1999 VC95              | 9 de novembre de 1999  | Socorro              | LINEAR                                                 |
| 187832 -          | 1999 VU95              | 9 de novembre de 1999  | Socorro              | LINEAR                                                 |
| 187833 -          | 1999 VO105             | 9 de novembre de 1999  | Socorro              | LINEAR                                                 |
| 187834 -          | 1999 VM121             | 4 de novembre de 1999  | Kitt Peak            | Spacewatch                                             |
| 187835 -          | 1999 VH134             | 10 de novembre de 1999 | Kitt Peak            | Spacewatch                                             |
| 187836 -          | 1999 VM147             | 13 de novembre de 1999 | Socorro              | LINEAR                                                 |
| 187837 -          | 1999 VQ153             | 11 de novembre de 1999 | Kitt Peak            | Spacewatch                                             |
| 187838 -          | 1999 VT165             | 14 de novembre de 1999 | Socorro              | LINEAR                                                 |
| 187839 -          | 1999 VD184             | 15 de novembre de 1999 | Socorro              | LINEAR                                                 |
| 187840 -          | 1999 VF188             | 15 de novembre de 1999 | Socorro              | LINEAR                                                 |
| 187841 -          | 1999 VF208             | 9 de novembre de 1999  | Kitt Peak            | Spacewatch                                             |
| 187842 -          | 1999 VJ225             | 5 de novembre de 1999  | Socorro              | LINEAR                                                 |
| 187843 -          | 1999 XN50              | 7 de desembre de 1999  | Socorro              | LINEAR                                                 |
| 187844 -          | 1999 XP53              | 7 de desembre de 1999  | Socorro              | LINEAR                                                 |
| 187845 -          | 1999 XW109             | 4 de desembre de 1999  | Catalina             | CSS                                                    |
| 187846 -          | 1999 XK135             | 8 de desembre de 1999  | Socorro              | LINEAR                                                 |
| 187847 -          | 1999 XM138             | 4 de desembre de 1999  | Kitt Peak            | Spacewatch                                             |
| 187848 -          | 1999 XC246             | 5 de desembre de 1999  | Socorro              | LINEAR                                                 |
| 187849 -          | 1999 XM248             | 6 de desembre de 1999  | Socorro              | LINEAR                                                 |
| 187850 -          | 2000 AB48              | 5 de gener de 2000     | Socorro              | LINEAR                                                 |
| 187851 -          | 2000 AG151             | 11 de gener de 2000    | Prescott             | P. G. Comba                                            |
| 187852 -          | 2000 AA170             | 7 de gener de 2000     | Socorro              | LINEAR                                                 |
| 187853 -          | 2000 AA225             | 11 de gener de 2000    | Kitt Peak            | Spacewatch                                             |
| 187854 -          | 2000 AS253             | 7 de gener de 2000     | Kitt Peak            | Spacewatch                                             |
| 187855 -          | 2000 GP4               | 4 d'abril de 2000      | Socorro              | LINEAR                                                 |
| 187856 -          | 2000 GL155             | 6 d'abril de 2000      | Anderson Mesa        | LONEOS                                                 |
| 187857 -          | 2000 HA5               | 27 d'abril de 2000     | Socorro              | LINEAR                                                 |
| 187858 -          | 2000 HA31              | 28 d'abril de 2000     | Socorro              | LINEAR                                                 |
| 187859 -          | 2000 HL69              | 25 d'abril de 2000     | Anderson Mesa        | LONEOS                                                 |
| 187860 -          | 2000 JM10              | 7 de maig de 2000      | Socorro              | LINEAR                                                 |
| 187861 -          | 2000 KG17              | 28 de maig de 2000     | Socorro              | LINEAR                                                 |
| 187862 -          | 2000 LW14              | 7 de juny de 2000      | Socorro              | LINEAR                                                 |
| 187863 -          | 2000 LW25              | 11 de juny de 2000     | Socorro              | LINEAR                                                 |
| 187864 -          | 2000 NE6               | 3 de juliol de 2000    | Kitt Peak            | Spacewatch                                             |
| 187865 -          | 2000 OG56              | 29 de juliol de 2000   | Anderson Mesa        | LONEOS                                                 |
| 187866 -          | 2000 OV59              | 29 de juliol de 2000   | Anderson Mesa        | LONEOS                                                 |
| 187867 -          | 2000 OJ60              | 29 de juliol de 2000   | Anderson Mesa        | LONEOS                                                 |
| 187868 -          | 2000 PA10              | 1 d'agost de 2000      | Socorro              | LINEAR                                                 |
| 187869 -          | 2000 QH51              | 24 d'agost de 2000     | Socorro              | LINEAR                                                 |
| 187870 -          | 2000 QH62              | 28 d'agost de 2000     | Socorro              | LINEAR                                                 |
| 187871 -          | 2000 QC64              | 28 d'agost de 2000     | Socorro              | LINEAR                                                 |
| 187872 -          | 2000 QB70              | 24 d'agost de 2000     | Socorro              | LINEAR                                                 |
| 187873 -          | 2000 QN78              | 24 d'agost de 2000     | Socorro              | LINEAR                                                 |
| 187874 -          | 2000 QH91              | 25 d'agost de 2000     | Socorro              | LINEAR                                                 |
| 187875 -          | 2000 QX91              | 25 d'agost de 2000     | Socorro              | LINEAR                                                 |
| 187876 -          | 2000 QT104             | 28 d'agost de 2000     | Socorro              | LINEAR                                                 |
| 187877 -          | 2000 QG117             | 25 d'agost de 2000     | Socorro              | LINEAR                                                 |
| 187878 -          | 2000 QL120             | 25 d'agost de 2000     | Socorro              | LINEAR                                                 |
| 187879 -          | 2000 QQ169             | 31 d'agost de 2000     | Socorro              | LINEAR                                                 |
| 187880 -          | 2000 QK176             | 31 d'agost de 2000     | Socorro              | LINEAR                                                 |
| 187881 -          | 2000 QY211             | 31 d'agost de 2000     | Socorro              | LINEAR                                                 |
| 187882 -          | 2000 QW230             | 31 d'agost de 2000     | Kitt Peak            | Spacewatch                                             |
| 187883 -          | 2000 RW                | 1 de setembre de 2000  | Socorro              | LINEAR                                                 |
| 187884 -          | 2000 RS42              | 3 de setembre de 2000  | Socorro              | LINEAR                                                 |
| 187885 -          | 2000 RS53              | 7 de setembre de 2000  | Bisei SG Center      | BATTeRS                                                |
| 187886 -          | 2000 RV53              | 7 de setembre de 2000  | Socorro              | LINEAR                                                 |
| 187887 -          | 2000 RW64              | 1 de setembre de 2000  | Socorro              | LINEAR                                                 |
| 187888 -          | 2000 RV73              | 2 de setembre de 2000  | Socorro              | LINEAR                                                 |
| 187889 -          | 2000 SV5               | 22 de setembre de 2000 | Socorro              | LINEAR                                                 |
| 187890 -          | 2000 SW41              | 24 de setembre de 2000 | Socorro              | LINEAR                                                 |
| 187891 -          | 2000 ST46              | 23 de setembre de 2000 | Socorro              | LINEAR                                                 |
| 187892 -          | 2000 SD59              | 24 de setembre de 2000 | Socorro              | LINEAR                                                 |
| 187893 -          | 2000 SF85              | 24 de setembre de 2000 | Socorro              | LINEAR                                                 |
| 187894 -          | 2000 SF142             | 23 de setembre de 2000 | Socorro              | LINEAR                                                 |
| 187895 -          | 2000 SJ165             | 23 de setembre de 2000 | Socorro              | LINEAR                                                 |
| 187896 -          | 2000 SJ189             | 22 de setembre de 2000 | Haleakala            | NEAT                                                   |
| 187897 -          | 2000 SM198             | 24 de setembre de 2000 | Socorro              | LINEAR                                                 |
| 187898 -          | 2000 ST213             | 25 de setembre de 2000 | Socorro              | LINEAR                                                 |
| 187899 -          | 2000 SU261             | 24 de setembre de 2000 | Socorro              | LINEAR                                                 |
| 187900 -          | 2000 SR265             | 26 de setembre de 2000 | Socorro              | LINEAR                                                 |
| 187901-188000     |                        |                        |                      |                                                        |
| 187901 -          | 2000 SB317             | 30 de setembre de 2000 | Socorro              | LINEAR                                                 |
| 187902 -          | 2000 SJ339             | 25 de setembre de 2000 | Socorro              | LINEAR                                                 |
| 187903 -          | 2000 SN341             | 24 de setembre de 2000 | Socorro              | LINEAR                                                 |
| 187904 -          | 2000 SM363             | 22 de setembre de 2000 | Anderson Mesa        | LONEOS                                                 |
| 187905 -          | 2000 TR23              | 1 d'octubre de 2000    | Socorro              | LINEAR                                                 |
| 187906 -          | 2000 TZ49              | 1 d'octubre de 2000    | Socorro              | LINEAR                                                 |
| 187907 -          | 2000 UH37              | 24 d'octubre de 2000   | Socorro              | LINEAR                                                 |
| 187908 -          | 2000 UD62              | 25 d'octubre de 2000   | Socorro              | LINEAR                                                 |
| 187909 -          | 2000 UG65              | 25 d'octubre de 2000   | Socorro              | LINEAR                                                 |
| 187910 -          | 2000 UN70              | 25 d'octubre de 2000   | Socorro              | LINEAR                                                 |
| 187911 -          | 2000 UU84              | 31 d'octubre de 2000   | Socorro              | LINEAR                                                 |
| 187912 -          | 2000 VS38              | 1 de novembre de 2000  | Kitt Peak            | Spacewatch                                             |
| 187913 -          | 2000 VM39              | 1 de novembre de 2000  | Socorro              | LINEAR                                                 |
| 187914 -          | 2000 VD43              | 1 de novembre de 2000  | Socorro              | LINEAR                                                 |
| 187915 -          | 2000 VU54              | 3 de novembre de 2000  | Socorro              | LINEAR                                                 |
| 187916 -          | 2000 VY57              | 3 de novembre de 2000  | Socorro              | LINEAR                                                 |
| 187917 -          | 2000 WH9               | 21 de novembre de 2000 | Eskridge             | Eskridge                                               |
| 187918 -          | 2000 WD108             | 20 de novembre de 2000 | Socorro              | LINEAR                                                 |
| 187919 -          | 2000 WR124             | 20 de novembre de 2000 | Socorro              | LINEAR                                                 |
| 187920 -          | 2000 XF41              | 5 de desembre de 2000  | Socorro              | LINEAR                                                 |
| 187921 -          | 2000 YT3               | 18 de desembre de 2000 | Kitt Peak            | Spacewatch                                             |
| 187922 -          | 2000 YD57              | 30 de desembre de 2000 | Socorro              | LINEAR                                                 |
| 187923 -          | 2000 YF97              | 30 de desembre de 2000 | Socorro              | LINEAR                                                 |
| 187924 -          | 2000 YA100             | 30 de desembre de 2000 | Socorro              | LINEAR                                                 |
| 187925 -          | 2001 AN51              | 15 de gener de 2001    | Kitt Peak            | Spacewatch                                             |
| 187926 -          | 2001 BH31              | 20 de gener de 2001    | Socorro              | LINEAR                                                 |
| 187927 -          | 2001 BK39              | 21 de gener de 2001    | Kitt Peak            | Spacewatch                                             |
| 187928 -          | 2001 CT15              | 1 de febrer de 2001    | Socorro              | LINEAR                                                 |
| 187929 -          | 2001 CD24              | 1 de febrer de 2001    | Anderson Mesa        | LONEOS                                                 |
| 187930 -          | 2001 DY43              | 19 de febrer de 2001   | Socorro              | LINEAR                                                 |
| 187931 -          | 2001 DN107             | 20 de febrer de 2001   | Socorro              | LINEAR                                                 |
| 187932 -          | 2001 EX23              | 15 de març de 2001     | Haleakala            | NEAT                                                   |
| 187933 -          | 2001 ES27              | 2 de març de 2001      | Anderson Mesa        | LONEOS                                                 |
| 187934 -          | 2001 FU17              | 19 de març de 2001     | Anderson Mesa        | LONEOS                                                 |
| 187935 -          | 2001 FO88              | 26 de març de 2001     | Kitt Peak            | Spacewatch                                             |
| 187936 -          | 2001 FL124             | 27 de març de 2001     | Anderson Mesa        | LONEOS                                                 |
| 187937 -          | 2001 FW131             | 20 de març de 2001     | Haleakala            | NEAT                                                   |
| 187938 -          | 2001 FM149             | 24 de març de 2001     | Anderson Mesa        | LONEOS                                                 |
| 187939 -          | 2001 FP156             | 26 de març de 2001     | Haleakala            | NEAT                                                   |
| 187940 -          | 2001 GG1               | 14 d'abril de 2001     | Kitt Peak            | Spacewatch                                             |
| 187941 -          | 2001 GU3               | 15 d'abril de 2001     | Socorro              | LINEAR                                                 |
| 187942 -          | 2001 KF3               | 17 de maig de 2001     | Socorro              | LINEAR                                                 |
| 187943 -          | 2001 KO33              | 18 de maig de 2001     | Socorro              | LINEAR                                                 |
| 187944 -          | 2001 KU37              | 22 de maig de 2001     | Socorro              | LINEAR                                                 |
| 187945 -          | 2001 KJ43              | 22 de maig de 2001     | Socorro              | LINEAR                                                 |
| 187946 -          | 2001 KC66              | 22 de maig de 2001     | Anderson Mesa        | LONEOS                                                 |
| 187947 -          | 2001 KM67              | 25 de maig de 2001     | Kitt Peak            | Spacewatch                                             |
| 187948 -          | 2001 KV70              | 24 de maig de 2001     | Anderson Mesa        | LONEOS                                                 |
| 187949 -          | 2001 KX74              | 27 de maig de 2001     | Haleakala            | NEAT                                                   |
| 187950 -          | 2001 MO11              | 19 de juny de 2001     | Haleakala            | NEAT                                                   |
| 187951 -          | 2001 NL                | 9 de juliol de 2001    | Palomar              | NEAT                                                   |
| 187952 -          | 2001 OL2               | 16 de juliol de 2001   | Anderson Mesa        | LONEOS                                                 |
| 187953 -          | 2001 OB8               | 17 de juliol de 2001   | Anderson Mesa        | LONEOS                                                 |
| 187954 -          | 2001 OV9               | 18 de juliol de 2001   | Palomar              | NEAT                                                   |
| 187955 -          | 2001 OV33              | 19 de juliol de 2001   | Palomar              | NEAT                                                   |
| 187956 -          | 2001 OA49              | 16 de juliol de 2001   | Haleakala            | NEAT                                                   |
| 187957 -          | 2001 OA57              | 16 de juliol de 2001   | Anderson Mesa        | LONEOS                                                 |
| 187958 -          | 2001 OR66              | 23 de juliol de 2001   | Palomar              | NEAT                                                   |
| 187959 -          | 2001 OW66              | 23 de juliol de 2001   | Haleakala            | NEAT                                                   |
| 187960 -          | 2001 PM                | 5 d'agost de 2001      | Palomar              | NEAT                                                   |
| 187961 -          | 2001 PL2               | 3 d'agost de 2001      | Haleakala            | NEAT                                                   |
| 187962 -          | 2001 PB36              | 11 d'agost de 2001     | Palomar              | NEAT                                                   |
| 187963 -          | 2001 PK36              | 11 d'agost de 2001     | Palomar              | NEAT                                                   |
| 187964 -          | 2001 PM51              | 15 d'agost de 2001     | Haleakala            | NEAT                                                   |
| 187965 -          | 2001 QU36              | 16 d'agost de 2001     | Socorro              | LINEAR                                                 |
| 187966 -          | 2001 QQ37              | 16 d'agost de 2001     | Socorro              | LINEAR                                                 |
| 187967 -          | 2001 QA41              | 16 d'agost de 2001     | Socorro              | LINEAR                                                 |
| 187968 -          | 2001 QC42              | 16 d'agost de 2001     | Socorro              | LINEAR                                                 |
| 187969 -          | 2001 QS59              | 18 d'agost de 2001     | Socorro              | LINEAR                                                 |
| 187970 -          | 2001 QP66              | 17 d'agost de 2001     | Socorro              | LINEAR                                                 |
| 187971 -          | 2001 QB85              | 19 d'agost de 2001     | Socorro              | LINEAR                                                 |
| 187972 -          | 2001 QL103             | 19 d'agost de 2001     | Socorro              | LINEAR                                                 |
| 187973 -          | 2001 QP112             | 25 d'agost de 2001     | Socorro              | LINEAR                                                 |
| 187974 -          | 2001 QV118             | 17 d'agost de 2001     | Socorro              | LINEAR                                                 |
| 187975 -          | 2001 QQ155             | 23 d'agost de 2001     | Anderson Mesa        | LONEOS                                                 |
| 187976 -          | 2001 QK169             | 26 d'agost de 2001     | Haleakala            | NEAT                                                   |
| 187977 -          | 2001 QX205             | 23 d'agost de 2001     | Anderson Mesa        | LONEOS                                                 |
| 187978 -          | 2001 QT218             | 23 d'agost de 2001     | Anderson Mesa        | LONEOS                                                 |
| 187979 -          | 2001 QK234             | 24 d'agost de 2001     | Socorro              | LINEAR                                                 |
| 187980 -          | 2001 QP288             | 17 d'agost de 2001     | Palomar              | NEAT                                                   |
| 187981 -          | 2001 QL307             | 19 d'agost de 2001     | Cerro Tololo         | M. W. Buie                                             |
| 187982 -          | 2001 QR333             | 26 d'agost de 2001     | Palomar              | NEAT                                                   |
| 187983 -          | 2001 RM4               | 8 de setembre de 2001  | Socorro              | LINEAR                                                 |
| 187984 -          | 2001 RO8               | 8 de setembre de 2001  | Socorro              | LINEAR                                                 |
| 187985 -          | 2001 RT37              | 8 de setembre de 2001  | Socorro              | LINEAR                                                 |
| 187986 -          | 2001 RC39              | 10 de setembre de 2001 | Socorro              | LINEAR                                                 |
| 187987 -          | 2001 RJ43              | 12 de setembre de 2001 | Emerald Lane         | L. Ball                                                |
| 187988 -          | 2001 RM79              | 10 de setembre de 2001 | Socorro              | LINEAR                                                 |
| 187989 -          | 2001 RF101             | 12 de setembre de 2001 | Socorro              | LINEAR                                                 |
| 187990 -          | 2001 RT123             | 12 de setembre de 2001 | Socorro              | LINEAR                                                 |
| 187991 -          | 2001 RJ153             | 12 de setembre de 2001 | Socorro              | LINEAR                                                 |
| 187992 -          | 2001 SA42              | 16 de setembre de 2001 | Socorro              | LINEAR                                                 |
| 187993 -          | 2001 SZ55              | 16 de setembre de 2001 | Socorro              | LINEAR                                                 |
| 187994 -          | 2001 SZ63              | 17 de setembre de 2001 | Socorro              | LINEAR                                                 |
| 187995 -          | 2001 SO151             | 17 de setembre de 2001 | Socorro              | LINEAR                                                 |
| 187996 -          | 2001 SU152             | 17 de setembre de 2001 | Socorro              | LINEAR                                                 |
| 187997 -          | 2001 SC161             | 17 de setembre de 2001 | Socorro              | LINEAR                                                 |
| 187998 -          | 2001 SO175             | 16 de setembre de 2001 | Socorro              | LINEAR                                                 |
| 187999 -          | 2001 SY201             | 19 de setembre de 2001 | Socorro              | LINEAR                                                 |
| 188000 -          | 2001 SR204             | 19 de setembre de 2001 | Socorro              | LINEAR                                                 |